# Guerra do Afeganistão (1979–1989)
A Guerra do Afeganistão de 1979–1989 (também chamada de Guerra Afegã-Soviética; em russo: Афганская война, transl. Afganskaya voiná, Guerra Afegã) foi um período do conflito civil na nação afegã marcado pelo envolvimento militar direto da União Soviética, que durou de 1979 a 1989. Travada no contexto da Guerra Fria, as forças soviéticas lutaram ao lado das tropas do governo marxista da República Democrática do Afeganistão contra grupos de guerrilheiros mujahidins de diversas nacionalidades. A maioria das facções de insurgentes da vertente sunita recebia apoio militar, na forma de armas e dinheiro, de nações vizinhas como o Paquistão, Arábia Saudita e a China, contudo o mais crucial suporte logístico veio de nações ocidentais como os Estados Unidos, o Reino Unido e outros. Os grupos xiitas receberam suporte de países como a República Islâmica do Irã.
Esta fase do conflito, que durou uma década, resultou em milhares de mortes (entre civis e combatentes) e outra grande parcela da população afegã fugiu do país, se refugiando em países como o Paquistão e o Irã.
As primeiras forças soviéticas entraram no Afeganistão em 24 de dezembro de 1979, sob a liderança do premier Leonid Brezhnev. Já a retirada deu-se quase uma década mais tarde, a 15 de maio de 1988, completando-se a 15 de fevereiro de 1989, já com Mikhail Gorbachev no cargo de líder da União Soviética. Devido à própria natureza desta guerra, o conflito travado no Afeganistão é chamado de a "Guerra do Vietnã da União Soviética" ou "armadilha de urso". Alguns estudiosos acreditam que o custo econômico e militar deste conflito contribuiu consideravelmente para o colapso da União Soviética em 1991.

## Antecedentes
A República Democrática do Afeganistão foi fundada após a Revolução de Saur em 27 de fevereiro de 1978. O governo tinha uma agenda socialista e populista. O novo regime afegão recebia vasto apoio político e econômico da União Soviética. Em 5 de dezembro de 1978, as duas nações assinaram um acordo de parceria. Em 3 de julho de 1979, o então presidente dos Estados Unidos, Jimmy Carter, assinou uma ordem executiva para secretamente apoiar financeiramente os grupos de oposição ao regime pró-soviético em Cabul.
O apoio militar da Rússia ao Afeganistão começou no século XIX, durante o período chamado de "Grande Jogo". O interesse russo na região continuou durante a era soviética, com bilhões de dólares em ajuda econômica e militar aos comunistas afegãos entre 1955 e 1978.
Em fevereiro de 1979, a Revolução Iraniana (acontecendo num país na fronteira afegã) derrubou o regime do imperador Mohammad Reza Pahlavi, que era simpático aos Estados Unidos. O embaixador americano no Afeganistão, Adolph Dubs, foi sequestrado por militantes do movimento Setami Milli e depois acabou sendo morto durante uma fracassada tentativa de resgate feito pela polícia afegã. A morte do embaixador obscureceu ainda mais as relações dos Estados Unidos com o Afeganistão. Os americanos então enviaram uma frota de vinte navios de guerra ao Golfo Pérsico e ao mar Arábico, ao mesmo tempo que as tensões também aumentavam entre o governo dos Estados Unidos e do Irã.
Em março de 1979, foi assinado, com apoio americano, um acordo de paz entre Israel e Egito. A liderança soviética viu este tratado como uma vitória geopolítica americana. Para Moscou, o acordo não tinha o propósito de apenas selar a paz entre israelenses e egípcios, mas também de firmar um pacto militar entre essas nações e o governo americano. Também, os Estados Unidos avançaram em outras frentes para expandir sua influência na região, como a venda de 5 000 mísseis para a Arábia Saudita e o oferecimento de ajuda aos combatentes antinasserismo na guerra Civil do Iêmen do Norte. Além disso, a outrora forte parceria entre a União Soviética e o governo do Iraque começou a se desfalecer. Em junho de 1978, os iraquianos começaram a se aproximar mais do Ocidente, comprando armas da Europa (especialmente da França e da Itália), em detrimento dos russos, apesar de boa parte do seu equipamento militar ainda ter origem soviética.

### A Revolução de Saur

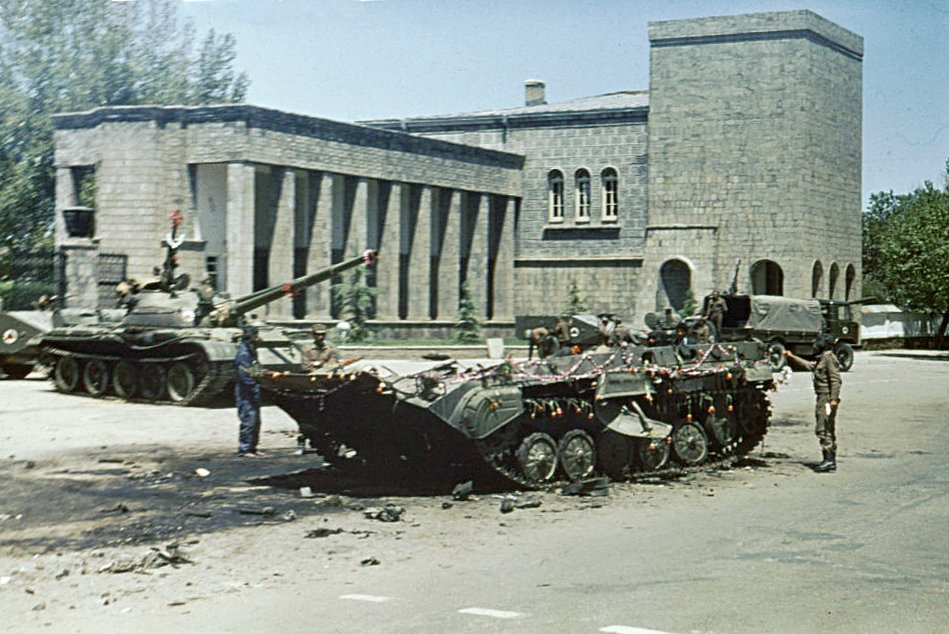
Destruição nas ruas de Cabul, capital do Afeganistão, logo após a revolução de Saur, em 1978

Em 1933, Mohammed Zahir Xá ascendeu ao trono do Reino do Afeganistão e governou até 1973. O primo de Zahir, Mohammed Daoud Khan, serviu como primeiro-ministro do país de 1954 a 1963. O poder do chamado Partido Democrático do Povo (PDPA), de inclinação marxista, cresceu rapidamente. Em 1967, o PDPA se dividiu em duas facções, o Khalq, liderado por Nur Muhammad Taraki e Hafizullah Amin, e o Parcham liderado por Babrak Karmal.
O ex primeiro-ministro Daoud assumiu o poder total no país em 17 de julho de 1973 após dar um golpe com apoio dos militares. O governo monárquico há muito tempo havia perdido popularidade devido a pobreza extrema na nação e as acusações de corrupção. O governo de Daoud, por outro lado, acabou conquistando certa aceitação popular, mas não recebeu apoio dos membros do PDPA, que lhe faziam forte oposição. Não demorou e simpatizantes de ambos os lados começaram a se confrontar pelas ruas do país, incitando a repressão do regime de Mohammed Daoud Khan. Em 1978, em um dos atos repressivos, o líder da PDPA, Mir Akbar Khyber, acabou sendo morto. As circunstâncias da morte de Khyber incitou várias manifestações antiDaoud por toda Cabul, que resultou na prisão de vários simpatizantes do partido.
Em 27 de abril de 1978, o exército afegão, simpático à causa do PDPA, derrubou Daoud do poder e depois o executou (sua família também foi morta pelos militares). Nur Muhammad Taraki, Secretário geral do Partido Democrático do Povo do Afeganistão, se tornou presidente do Conselho Revolucionário e Primeiro-ministro do país.

### As facções dentro do PDPA
Após a revolução de 1978, Taraki assumiu a presidência da República Democrática do Afeganistão, além de manter a liderança do partido. O movimento comunista era dividido em duas facções, o Khalq, que apoiava o novo presidente e seu vice primeiro-ministro, Hafizullah Amin, e o Parcham, liderados por Babrak Karmal e Mohammad Najibullah. As diferenças entre ambos os lados se tornaram irreconciliáveis e vários membros do movimento Parcham foram presos, executados ou mandados para o exílio.
Durante seus primeiros dezoito meses no poder, o PDPA lançou vários programas de reformas, de inspiração soviética, para modernizar a nação, sendo que algumas destas acabaram por irritar a ala mais conservadora do país. Entre algumas das mudanças, vieram leis que alteravam regras quanto a casamento e reforma agrária, que acabaram incitando insatisfação na maioria da população islâmica da nação, que via tais reformas como uma ameaça as suas tradições e cultura. Vários latifundiários e donos de terras também se sentiram ameaçados economicamente, especialmente após a abolição da usura e do cancelamento de algumas dívidas dos pequenos fazendeiros. A abolição do dote, junto com as medidas "anti-usura", teve como consequência que muitas pessoas no campo não puderam receber empréstimos ou se casar, enquanto a reforma agrária foi um fracasso e muitos camponeses tiveram que abandonar suas terras. Em meados de 1978, rebeldes anticomunistas lançaram um ataque contra uma guarnição militar na região de Nuristan, na parte leste do país. Combates começaram a irromper por toda a zona rural e nas regiões montanhosas, se espalhando também para áreas urbanas. Em setembro de 1979, o vice primeiro-ministro, Hafizullah Amin, assumiu o poder depois do assassinado do presidente Taraki. Os dois meses seguintes foram de profunda instabilidade, com o regime de Amin combatendo seus oponentes no PDPA e os rebeldes.
Entre 10 e 20 de março de 1979, a guarnição militar de Herat, liderada por Ismail Khan, rebelou-se e 350 conselheiros militares soviéticos e suas famílias foram mortos. Em resposta, a URSS bombardeou a cidade, causando destruição maciça e milhares de mortes. Depois, a cidade foi retomada com um ataque de tanques e paraquedistas. Esta medida desproporcional causou divisão nas fileiras do partido e alimentou a rebelião, que agora lutava contra um "governo tirânico e fantoche" da URSS.

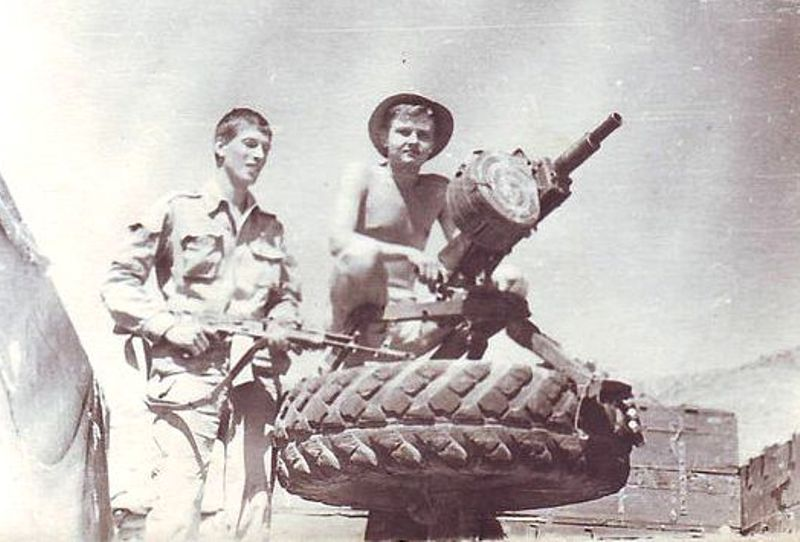
Combatentes de infantaria soviética enviados ao Afeganistão ao fim dos anos 1970

### Relações afegã-soviéticas
A União Soviética (URSS) havia influenciado consideravelmente o ambiente político afegão durante toda a década de 1970, afetando profundamente a sociedade afegã. Nos anos 1980, o russo chegou a ser a segunda língua mais falada no país. Desde 1947, o Afeganistão sentia a forte ingerência dos governos russos em seus assuntos internos, vindo desde a forma de ajuda humanitária, a assistência econômica e militar, com treinamento e exportação de armas. Auxílios econômicos e outros de menor porte também foram reportados em 1919, logo após a Revolução Russa. Provisões foram enviadas, como armas pequenas, munição, aeronaves menores e (de acordo com algumas fontes) um milhão de rublos para apoiar a resistência durante a Terceira Guerra Anglo-Afegã. Em 1942, a URSS mais uma vez tentou fortalecer as Forças Armadas Afegãs, fornecendo armas e aeronaves pequenas, além de estabelecer centros de treinamento em Tashkent (República Socialista Soviética Uzbeque). A cooperação militar entre os dois países começou em efetivo e larga escala apenas em 1956 e novos acordos foram assinados nos anos 1970, com os soviéticos enviando conselheiros militares e especialistas. A União Soviética financiou várias obras de infraestrutura, além de assistência na construção da Universidade de Cabul, do Instituto Politécnico e também de hospitais, usinas de energia e escolas. Nos anos 1980, os soviéticos também financiaram a construção de universidades em Blakhe, Herate, Takhar, Nangarhar e Fariyab. Professores russos foram enviados para dar aulas no Afeganistão, ensinando sua língua e costumes.
Em 1978, o presidente Daud Khan iniciou um programa de pesados investimentos nas forças armadas, após a Índia iniciar seu programa nuclear, o Smiling Buddha. Irã e Paquistão também tentaram aumentar sua influência no Afeganistão. Em dezembro, um dos últimos tratados assinados antes da invasão soviética, permitia que o PDPA convocasse apoio militar russo, se necessário. Contudo, políticos soviéticos não estavam muito entusiasmados a respeito.
Após um levante em Herat, o presidente Taraki contactou Alexei Kosygin, Chefe de Gabinete do Conselho de Ministros da União Soviética e pediu por uma "ajuda mais técnica e prática, com homens e armamentos". Kosygin não gostou da ideia, temendo uma repercussão ruim entre o povo russo, e rejeitou qualquer tipo de aumento no auxílio militar ao Afeganistão. Após a recusa de Kosygin, Taraki decidiu pedir ajuda diretamente a Leonid Brezhnev, o Secretário-geral do Partido Comunista da União Soviética e Chefe de Estado da nação, que avisou a Taraki que envolvimento militar soviético "serviria ao interesse apenas dos nossos inimigos – nossos e seus". Brezhnev também aconselhou o presidente Taraki a maneirar nas reformas sociais, respeitando as tradições afegãs, e tentar aumentar o apoio popular ao seu regime.
Em 1979, Taraki atendeu a uma conferência do Movimento dos Países Não Alinhados em Havana, Cuba. Na volta, ele visitou Moscou, em 20 de março, e se encontrou com Brezhnev, com Andrei Gromyko (ministro do exterior) e outros ministros soviéticos. Alguns afirmam que Karmal, chefe da facção Parcham e rival político de Taraki, também estava presente na reunião para tentar uma reconciliação. Taraki conseguiu negociar mais apoio militar ao seu país, incluindo o envio de duas divisões do exército soviético russo para a região de fronteira, além de mais 500 conselheiros militares, civis e especialistas, junto com enormes quantidades de armas vendidas com descontos de até 25%. Contudo, os soviéticos reafirmaram que não tinham interesse de enviar grandes unidades militares aquela nação e Brezhnev voltou a pedir a Taraki para trabalhar mais pela unidade do seu partido. Apesar dos acordos com a liderança afegã, os soviéticos continuavam a rejeitar a ideia de uma intervenção militar.

### Início da insurgência
As relações entre o Afeganistão e Paquistão sempre foram deterioradas, especialmente depois do primeiro-ministro afegão Daoud adotar políticas linha dura contra o povo do Pashtunistão, na região de fronteira entre os países. A retaliação paquistanesa veio na forma de operações secretas feitas por seu serviço de inteligência. Entre uma das medidas tomadas pelos paquistaneses era treinar militantes do movimento Jamiat-e Islami. Contudo, tais operações cessaram após a derrubada do premier Zulfikar Ali Bhutto do poder no Paquistão.
Em junho de 1975, militantes do grupo Jamiat Islami tentaram um golpe de estado. Sua rebelião se focou na região do vale de Panjshir (na província de Parwan), cerca de 100 km de Cabul. Porém, o governo rapidamente destruiu a insurgência, com sobreviventes da revolta tomando refúgio no Paquistão, onde receberam apoio de autoridades locais.

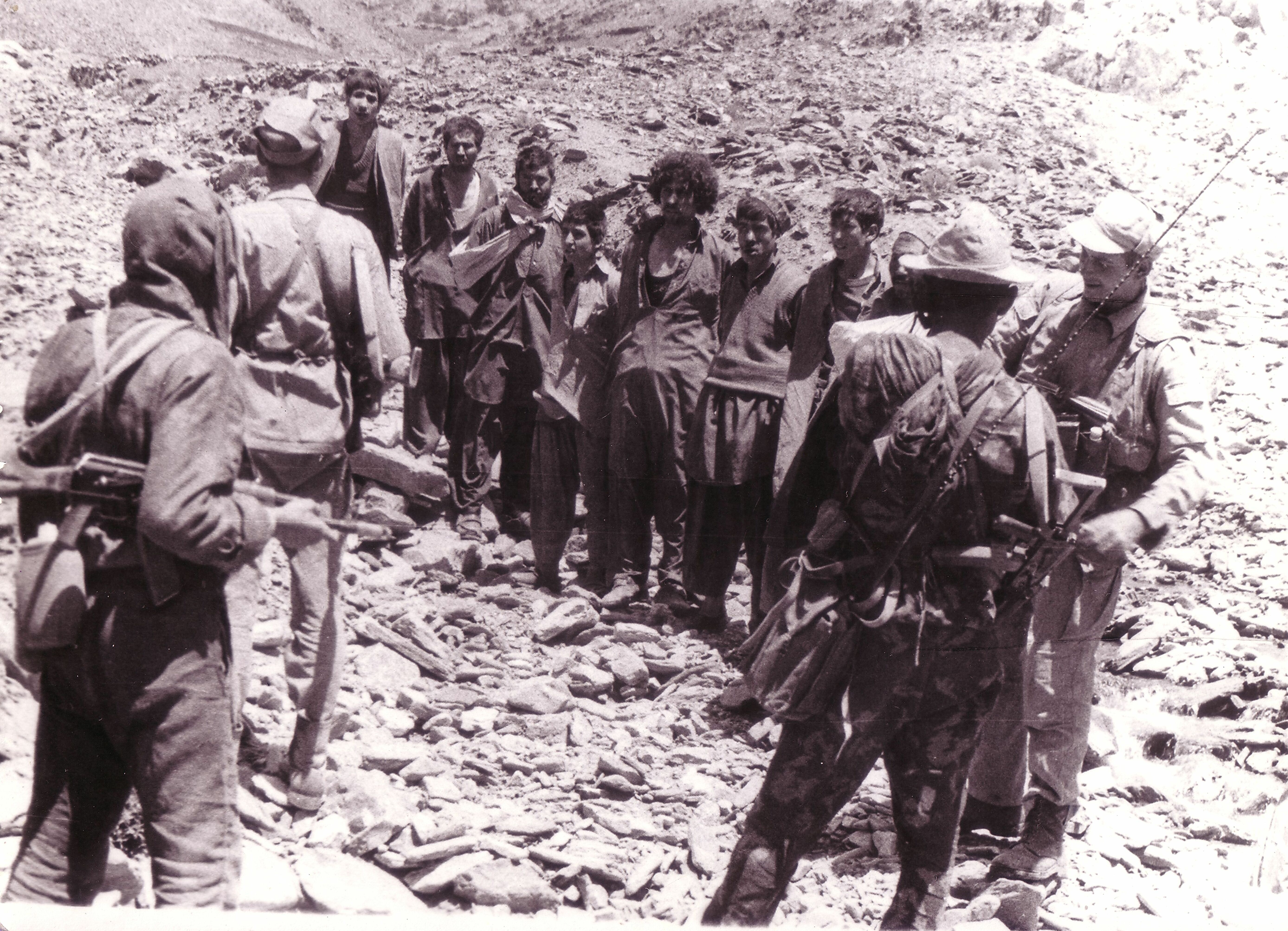
Militares soviéticos com mujahidins capturados

Em 1978, o governo de Taraki iniciou uma série de reformas internas, incluindo uma radical modernização de várias leis, ferindo alguns princípios islâmicos (especialmente associados a casamento). Estas mudanças tinham objetivo de acabar com o "feudalismo" da sociedade afegã. Qualquer oposição a estas medidas era reprimida e o governo respondia com violência qualquer tipo de resistência às mudanças. Entre abril de 1978 e dezembro de 1979, ao menos 27 000 pessoas foram mortas pelo regime. Outros membros da elite tradicionalista, líderes religiosos e intelligentsias fugiram do país.
Rapidamente, o governo começou a perder o controle de várias regiões do país. Em resposta a estas revoltas, pelo menos 11 000 pessoas foram executadas pelo regime de Amin e Taraki. Estas rebeliões se iniciaram, em larga escala, em outubro de 1978, inicialmente entre o povo Nuristani, no vale de Kunar, na região norte do país, perto da fronteira paquistanesa. Mas, rapidamente, outros grupos étnicos também iniciaram uma luta armada contra o regime comunista.
Na primavera de 1979, cerca de 24 das 28 províncias reportaram casos de violência. As revoltas, outrora restringidas as zonas rurais e interioranas, se mudaram também para os centros urbanos.
Em março de 1979, islamitas iniciaram uma rebelião em Herat. No dia 24 de março de 1979, uma guarnição de soldados afegãos em Herat matou um grupo de conselheiros soviéticos (e suas famílias) que ordenaram às tropas para disparar contra manifestantes antigovernamentais. Entre 3 000 e 5 000 pessoas foram mortas ou feridas na repressão naquela cidade. Em 3 de julho de 1979, o Presidente Jimmy Carter assinou a primeira directiva para o apoio secreto aos opositores do regime pró-soviético de Cabul.
A partir deste ponto, o regime passou a enfrentar uma grande hostilidade de amplas parcelas da população, e elevou o nível de repressão. A frente da repressão estava o Hafizullah Amin, na época Primeiro-Ministro.

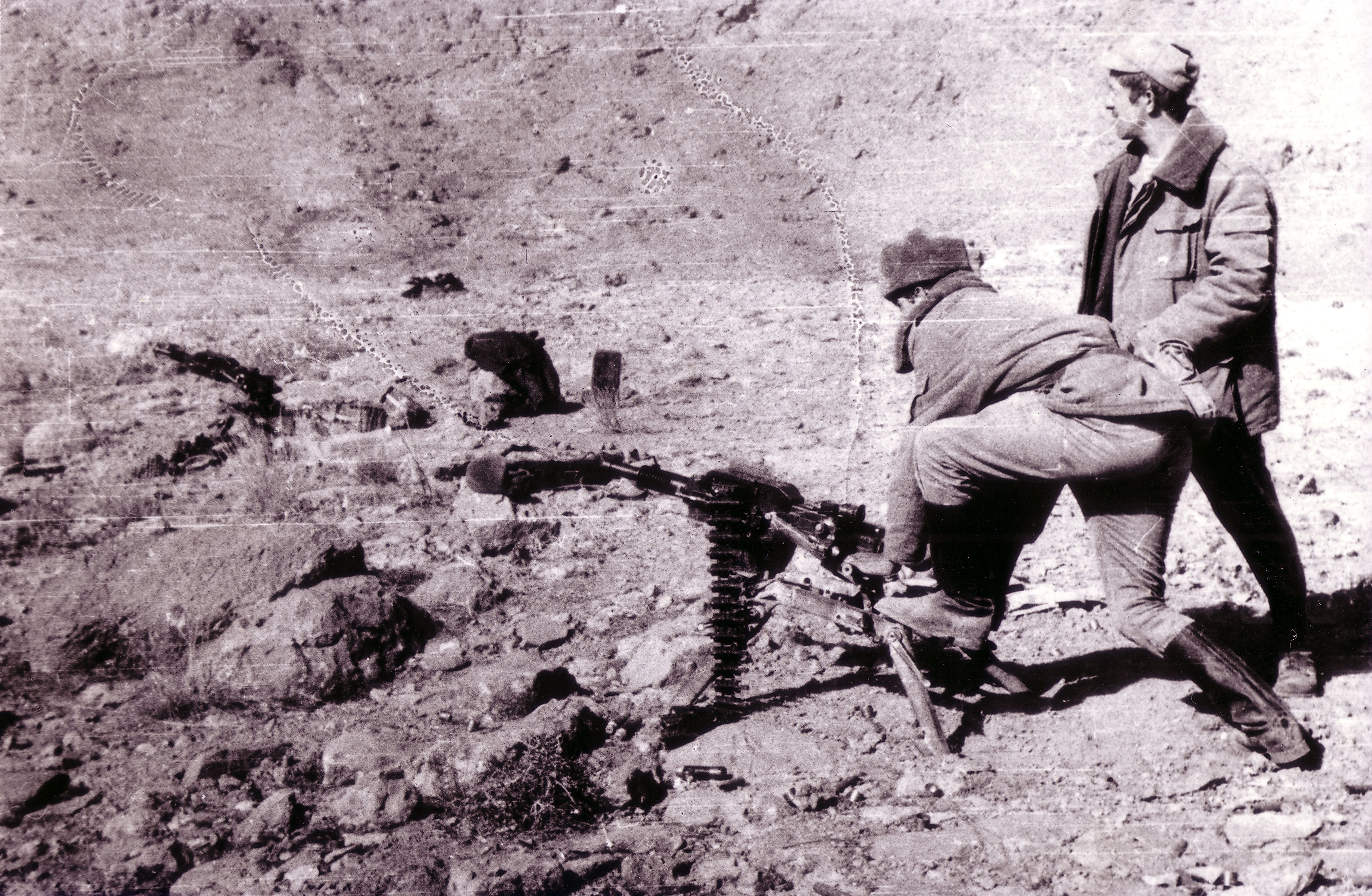
Soldados soviéticos durante um exercício de treinamento

Em 5 de agosto de 1979, ocorreu um levante na Fortaleza de Bala Hissar, uma ação conjunta do Grupo Revolucionário dos Povos do Afeganistão, uma organização maoista que se opunha ao regime pro soviético do Partido Democrático do Povo do Afeganistão (PDPA), numa ação conjunta com a Frente de Lutadores da Liberdade Mujahedin do Afeganistão, um grupo islâmico moderado, que foi rapidamente sufocado.
Durante o ano de 1979, o caos que se instaurou pelo país, o que começou a gerar situações que causaram desconforto diplomático entre os Estados Unidos, a União Soviética e Afeganistão, quando, por exemplo, o embaixador americano Adolph Dubs foi sequestrado por militantes comunistas da facção Settam-e-Melli. Os americanos exigiram uma resposta do governo afegão, mas receberam pouco retorno. Dubs foi encarcerado em um hotel em Cabul e os americanos enviaram uma equipe para ajudar nas negociações e buscas. Então, as forças de segurança afegãs, acompanhado por conselheiros russos, cercaram o prédio e invadiram o local. Durante o tiroteio, o embaixador americano sequestrado acabou sendo morto. Documentos revelados na década de 1990 afirmaram que a ordem de ação de atacar o hotel veio de oficiais do governo afegão e da KGB (a inteligência soviética). O líder do grupo sequestrador também teria sido executado, a mando dos russos, para evitar que fosse interrogado pelos americanos. Logo após este incidente, os Estados Unidos publicamente condenaram a União Soviética e a culparam pelo ocorrido, complicando ainda mais a relação entre as superpotências.
Com o agravamento da situação, os soviéticos aconselharam Taraki a demitir Amin, se reunir com o Parcham (facção do PDPA) e adotar uma política de "nacionalismo democrático". Mas Amin ficou sabendo do plano e, em setembro, prendeu e assassinou Taraki, e passou a ser o Chefe de Estado.
Com os combates se intensificando no final da década de 1970, a situação se complicava para o governo comunista afegão. Durante toda a década de 1980, quase metade do exército do Afeganistão havia ou desertado ou se juntado aos rebeldes.

## A guerra

### Preparações

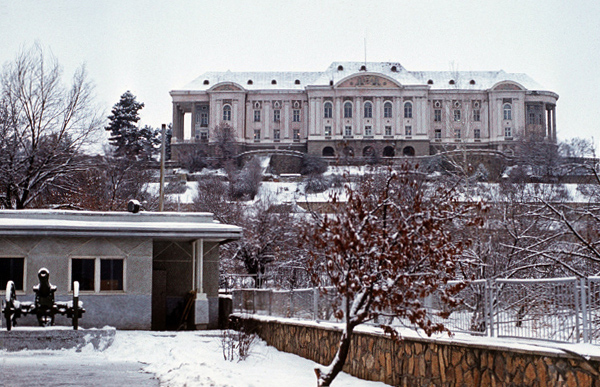
O Palácio de Tajbeg, em Cabul, 1987. Foi, por boa parte da década, o quartel-general do 40º Corpo do Exército Soviético

O governo comunista do Afeganistão, tendo assinado um acordo em dezembro de 1978 que permitia a entrada de tropas soviéticas no país, havia pedido insistentemente ajuda na forma de assistência militar direta durante o ano de 1979, para auxiliar na luta contra os mujahidins. Em 14 de abril de 1979, o regime afegão pediu aos soviéticos que estes enviassem de 15 a 20 helicópteros para o país e, em 16 de junho, Moscou respondeu enviando um destacamento de tanques, vários BMPs e tripulações para proteger Cabul e guardar os aeroportos de Bagram e Shindand. No dia 7 de julho, um batalhão de paraquedistas, comandados pelo coronel A. Lomakin, chegou na base aérea de Bagram. Eles chegaram sem seus equipamentos de combate, sob disfarce de estar ali apenas para auxílio técnico. Eles assumiram a posição de seguranças do presidente Taraki. Esses soldados eram subordinados aos oficiais soviéticos que serviam em Cabul na função de conselheiros e não interferiam com a política local. Vários proeminentes políticos russos, como Alexei Kosygin e Andrei Gromyko, eram contra a intervenção.
Com o passar do tempo, o regime afegão começou a pedir por mais tropas e por contingentes maiores. Em julho, Cabul pediu por duas divisões mecanizadas. Logo depois, foi feito um pedido por mais uma divisão aerotransportada. Nos meses seguintes, até dezembro de 1979, eles continuaram a pedir insistentemente por mais soldados. Contudo, o governo soviético não tinha pressa em responder.
| Guerra do Afeganistão (1979–1989)             | "Nós devemos conversar com Taraki e Amin para convence-los a mudar de tática. Eles vão continuar a só executar seja quem discorde deles. Estão matando quase todos os líderes do Parcham, não apenas os chefes, mas os de baixa patente também." | Guerra do Afeganistão (1979–1989) |
| — Kosygin falando em uma sessão do Politburo. | |                                   |

Baseado em informações vindas da KGB, a liderança soviética começou a questionar as atitudes do primeiro-ministro afegão Hafizullah Amin, chegando a conclusão de que suas ações estavam ajudando a aumentar a desestabilização do país. Após o golpe que derrubou o presidente Taraki, a inteligência soviética contactou Moscou para informar que o governo de Amin iria "levar a mais repressão e, como resultado, fortaleceria a oposição ao regime".
Uma comissão foi formada então em Cabul, composta pelo líder da KGB, Yuri Andropov, Boris Ponomarev, do Comitê Central e Dmitri Ustinov, Ministro da Defesa. Ao fim de abril de 1978, o comitê relatou que Amin estava eliminando seus oponentes, que incluía pessoal simpático à União Soviética. Foi reportado também que sua lealdade a Moscou podia não ser inquestionável, já que ele havia contatado o Paquistão e talvez até mesmo a República Popular da China (com quem os soviéticos não estavam nos melhores termos). Porém, uma das suspeitas mais problemáticas seria de que Amin secretamente teria se encontrado com J. Bruce Amstutz, um enviado do governo americano, que, apesar de não ter sido confirmado, foi muito mal-recebido no Kremlin.

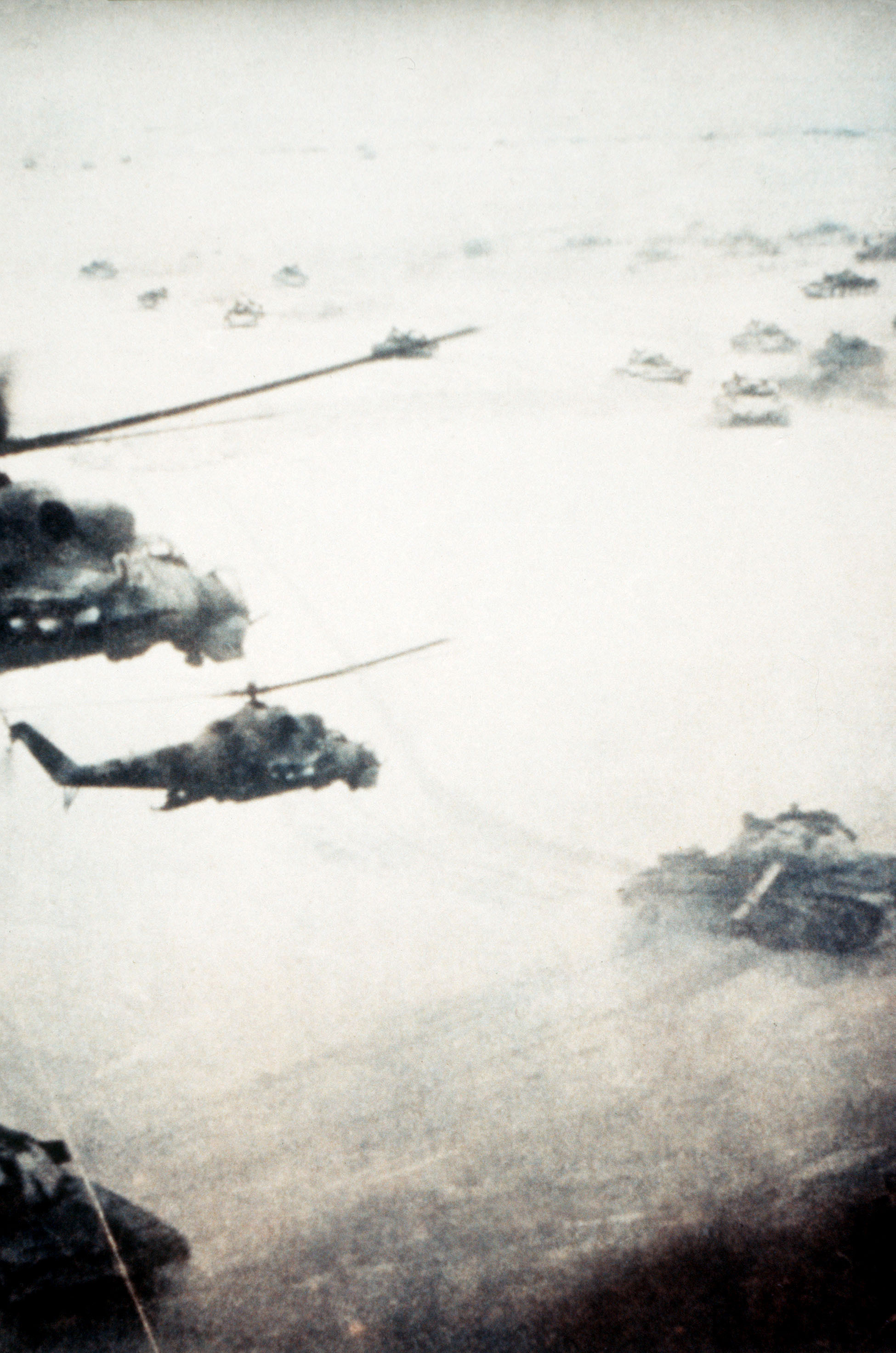
Helicópteros Mi-24 e tanques de guerra soviético durante a primeira fase das ofensivas contra os mujahidins afegãos

Informações obtidas pela KGB, através de seus agentes em Cabul, acabariam por selar o destino de Amin. Supostamente, dois guardas do presidente afegão mataram o ex presidente Nur Muhammad Taraki com um travesseiro e Amin, inclusive, poderia estar trabalhando para a CIA. A última informação, contudo, é bem controversa: Amin, até aquele momento, tinha se mostrado um amigo confiável da União Soviética. O general russo Vasily Zaplatin, servindo como conselheiro militar, afirmou que ex-ministros do governo de Taraki eram responsáveis pela desestabilização política. Porém, Zaplatin não conseguiu convencer os líderes militares em Moscou.
Durante os anos 1970, a União Soviética chegou ao auge de sua influência política em comparação com os Estados Unidos. Porém, internamente, as coisas não estavam boas. A economia cambaleava, faltava produtos nos mercados e um sentimento de apatia política era forte entre a população. Ao mesmo tempo, a mídia soviética ressaltava a invasão afegã como um grande feito militar, mas o povo já não acreditava mais na mídia estatal e a desconfiança era generalizada. Internacionalmente, as relações entre o Ocidente e o Bloco Soviético se deterioravam, embora alguns avanços tenham acontecido como a assinatura do tratado SALT I, firmado entre as superpotências para evitar a proliferação de armas e tecnologia nuclear. Uma segunda rodada de negociações entre o premier Brezhnev e o presidente Carter terminou na proposta de um novo tratado (o SALT II), em junho de 1979, mas os americanos não ratificaram o acordo. A falta de cooperação levou a União Soviética a ficar mais inclinada a intervir no Afeganistão, para estabilizar os países dentro de sua esfera de influência.

### 1979: Intervenção soviética

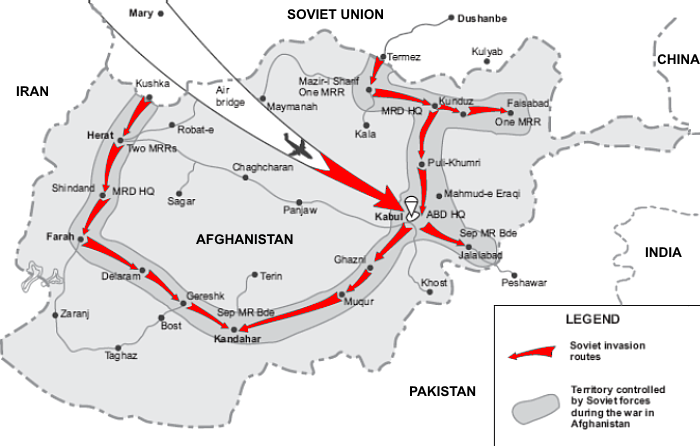
Mapa da invasão soviética no Afeganistão

Em 31 de outubro de 1979, informantes dentro das Forças Armadas do Afeganistão que estavam a serviço da União Soviética, mandavam constantemente informações sobre os acontecimentos dentro do país, especialmente do ponto de vista militar. Enquanto isso, ligações de telecomunicação em áreas fora de Cabul foram interrompidas em parte, isolando a capital. Com a situação de segurança se deteriorando, vários contingentes das forças paraquedistas soviéticas começaram a desembarcar no coração do Afeganistão em dezembro. Ao mesmo tempo, Amin moveu seu quartel-general para o palácio de Tajbeg, acreditando que lá seria mais seguro. De acordo com os generais Tukharinov e Merimsky, Amin estava ciente das movimentações militares russas acentuadas, pois foi ele mesmo que pediu por estas tropas. O general Dmitry Chiangov se encontrou com o comandante do 40º Corpo do Exército Soviético, antes das forças russas entrarem no país, para planejar a estratégia de invasão. Naquela altura, o Kremlin já havia decidido que derrubaria o regime de Hafizullah Amin.
Em 27 de dezembro de 1979, cerca de 700 soldados soviéticos, vestidos em uniformes afegãos, incluindo agentes da KGB e membros das forças especiais GRU dos Grupos Alpha e Zenith, se moveram para ocupar prédios e instalações militares em Cabul. Já um grupamento de Spetsnaz seguiu para o alvo principal, o palácio presidencial de Tajbeg. A operação começou as 19h00, quando o grupo Zenith da KGB destruiu o prédio de comunicações em Cabul, isolando o Comando militar afegão do resto do país. As 19h15, o ataque ao palácio de Tajbeg começou. Como planejado, o presidente Hafizullah Amin foi morto. Ao mesmo tempo, outras instalações (como o Ministério da Informação) também foram tomadas. No amanhecer de 28 de dezembro de 1979 as operações já estavam completas.
O comando soviético em Termez, no Uzbequistão, anunciou na Rádio Cabul que o Afeganistão havia sido "libertado do regime de Amin". De acordo com o Politburo soviético, estavam em conformidade com o "Tratado de Amizade, Cooperação e Bons vizinhos" de 1978 e que Amin havia sido "executado por seus crimes", por condenação do Comitê Central Revolucionário Afegão. Tal comitê elegeu então como novo líder da nação o ex vice primeiro-ministro Babrak Karmal, que havia caído em desgraça quando a facção Khalq do partido comunista subiu ao poder.
Em 27 de dezembro, tropas soviéticas, comandadas pelo marechal Sergei Sokolov, entraram no Afeganistão. Naquela manhã, a 103ª Divisão Aerotransportada 'Vitebsk' se lançou sobre o aeroporto de Bagram e forças adicionais do exército soviético começaram a se mover por todo o país. A espinha dorsal da força invasora era o 40º Corpo do Exército Soviético, acompanhado por batalhões da 108ª e 5ª divisões mecanizadas de rifles, do 860º Regimento Mecanizado, da 56ª Brigada Aerotransportada e elementos do 36º Corpo Misto Aéreo. Grupamentos da 201ª e 58ª divisões de infantaria também entraram no Afeganistão, junto com outras unidades menores. A força de invasão inicial continha 1 800 tanques, 80 000 soldados de infantaria e outros 2 000 veículos blindados. Na semana seguinte, a força aérea soviética já tinha feito mais de 4 000 voos sobre Cabul. Mais tarde, duas divisões extras entraram no país, totalizando assim mais de 100 000 militares soviéticos na primeira onda de invasão.

### Reação internacional a invasão

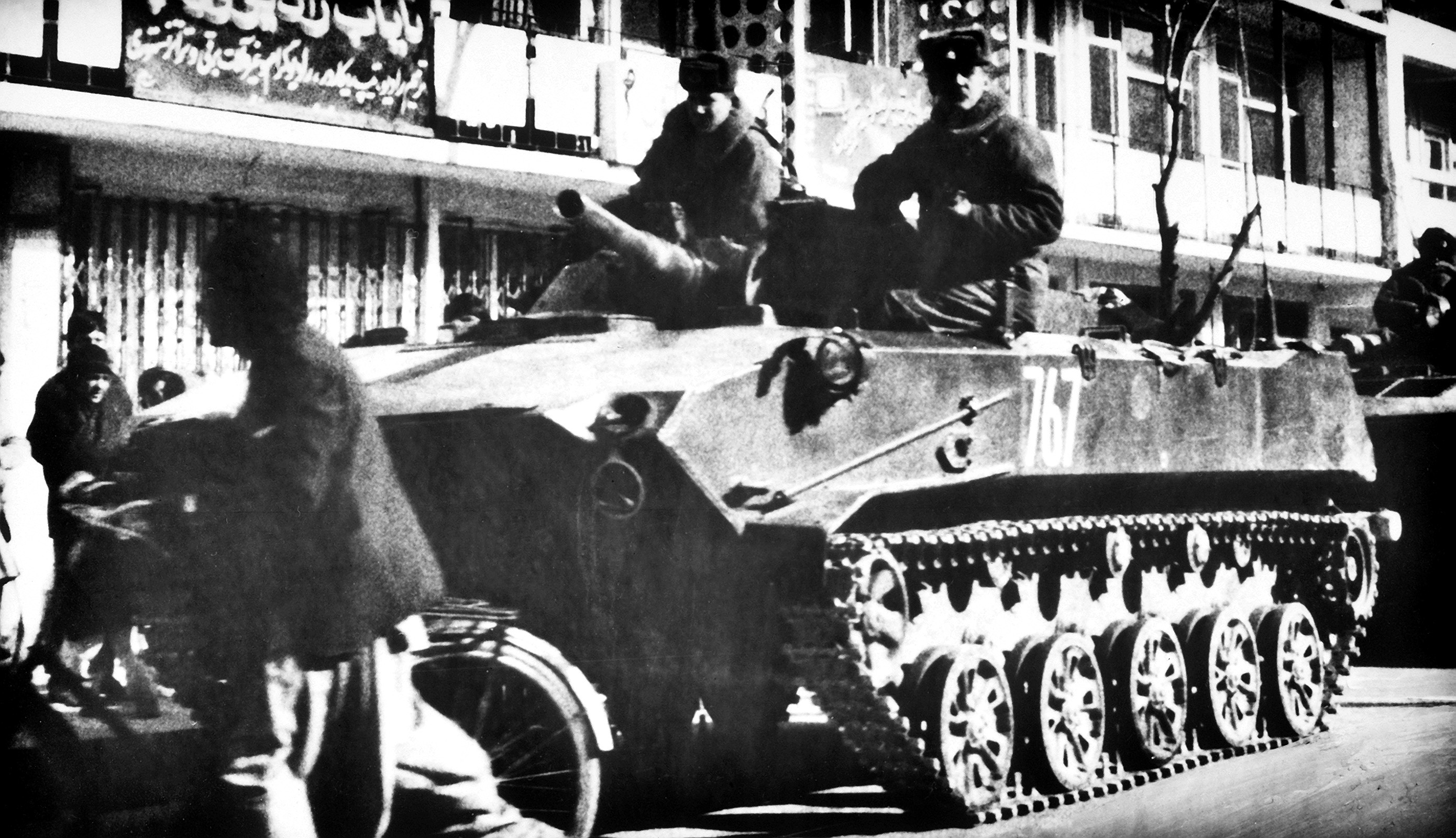
Militares soviéticos em um blindado BMD-1 durante a conquista de Cabul

Logo após a invasão, cerca de trinta e quatro nações islâmicas aprovaram uma resolução que condenava a União Soviética e suas ações, exigindo a retirada "imediata, urgente e incondicional das forças soviéticas da nação muçulmana do Afeganistão". A Assembleia Geral da ONU também passou uma resolução protestando e questionando a invasão.
Vários países rapidamente começaram a fornecer ajuda clandestina aos rebeldes afegãos. Os Estados Unidos compraram todo o equipamento soviético em posse de Israel e depois enviou para os mujahidins, enquanto o Egito iniciou um programa de modernização de suas forças armadas, mandando então equipamento velho para os militantes afegãos. A Turquia também vendeu armas velhas e usadas aos mujahidins e os britânicos e suíços mandaram alguns mísseis Blowpipe e canhões Oerlikon (respectivamente) ultrapassados. A China foi uma das poucas que mandou armas novas e mais relevantes, além de fornecer ajudas em outras formas (o país tinha vasta experiência na luta de guerrilhas).

### Dezembro de 1979 – Fevereiro de 1980: Início da ocupação
A primeira fase da ocupação começou logo no início da intervenção soviética no Afeganistão, enquanto batalhavam com os diversos grupos e facções locais. As tropas do exército soviético entraram no território afegão através de duas rotas terrestres e um corredor aéreo, rapidamente assumindo o controle dos centros urbanos, bases militares e outras instalações estratégicas. Contudo, a presença das forças soviéticas no país não teve o efeito desejado de pacificar a nação. Pelo contrário, acabou exacerbando ainda mais o sentimento nacionalista afegão, incentivando ainda mais os rebeldes. Babrak Karmal, presidente afegão empossado pelos russos em 1979, acabou por culpar os soviéticos pelo aumento dos distúrbios no país e exigiu  que o 40º Exército fizesse mais para acabar com a rebelião, já que o seu próprio exército não era confiável. Assim, as tropas soviéticas se viram na posição de se tornar a principal força de combate, lutando contra os guerrilheiros tanto no setor urbano, quanto nos campos e nas montanhas. Os insurgentes tinham pouco treinamento formal, mas muita experiência. Além de soldados desertores do governo, ainda tinham os exércitos tribais (chamados lashkar). A artilharia e o poder aéreo soviético, apesar de infligir pesadas baixas ao inimigo, não foi decisivo no resultado do conflito.

### Março de 1980 – Abril de 1985: Ofensivas dos Soviéticos

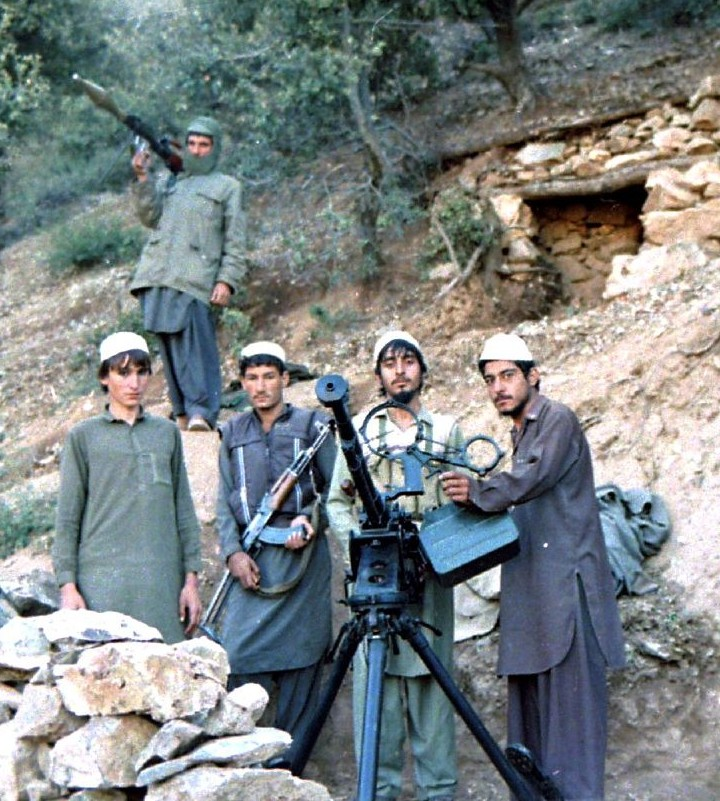
Combatentes da milícia Jamiat e-Islami no vale de Shultan, com uma metralhadora DShK soviética capturada

O começo da década de 1980 viu a guerra entrar em uma nova fase: os soviéticos ocupavam a maioria das grandes cidades e as principais estradas que conectavam a nação, enquanto os mujahidins (que eram chamados pelos russos de 'Dushman', ou 'inimigo') eram divididos em pequenos grupos e tomavam as montanhas, as zonas rurais, as fronteiras e as aldeias isoladas, de onde lançavam uma campanha de guerrilha. Cerca de 80% do país, na verdade, estava sob disputa, fora do controle direto do regime comunista de Cabul. Os militares soviéticos estavam dispostos em regiões estratégicas no nordeste, especialmente na rodovia que ligava Termez a capital. No oeste, uma presença soviética também era forte, para evitar a influência iraniana. Ao mesmo tempo, forças especiais soviéticas realizavam missões secretas no Irã para tentar destruir as bases dos extremistas naquele país. Foi reportado inclusive também combates entre aeronaves russas e do Irã. Contudo, algumas áreas como Nuristan, no noroeste, e Hazarajat, na região central, viram poucos combates e praticamente se governavam sozinhas, já que nenhuma autoridade de qualquer lado tinha influência por lá.

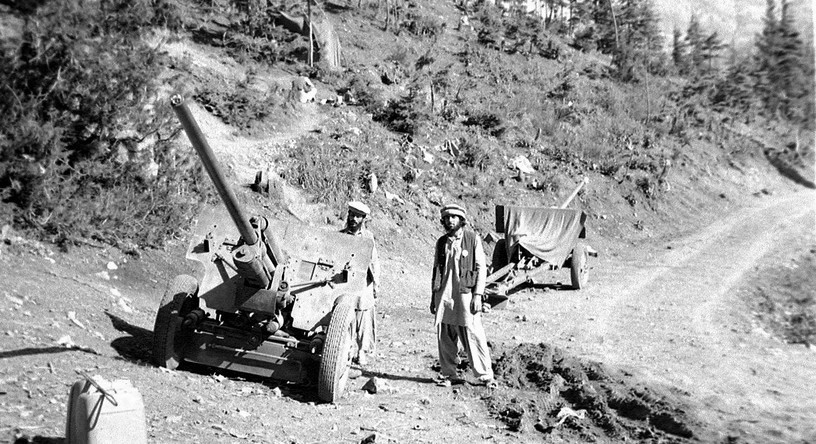
Mujahidins capturando duas peças de artilharia soviéticas abandonas em Jaji, 1984

Periodicamente, o exército soviético lançava várias ofensivas concentradas contra áreas controladas por mujahidins. Entre 1980 e 1985, os russos lançaram nove ofensivas contra o estratégico vale de Panjshir, mas o controle governamental da área nunca foi firmado. Uma das regiões mais violentas era a fronteira com o Paquistão, onde cidades e postos de controle do governo estavam sendo atacados por guerrilheiros mujahidins. Grandes operações militares soviéticas conseguiam repelir as ofensivas dos islamitas, mas estes voltavam quando os russos partiam de volta aos quartéis. No norte e sul, a luta era mais esporádica, exceto em Herat e Kandahar, que eram controlados em sua maioria pela resistência.
Os soviéticos, no começo, não previam que teriam de tomar a liderança na maioria dos combates e imaginavam que seu principal papel seria apoiar o exército afegão. Contudo, a chegada das forças soviéticas teve o efeito contrário ao esperado e acabou por intensificar a violência. Aos olhos do povo, o governo era fraco por recorrer a intervenção estrangeira, fortalecendo assim a causa dos mujahidins. As forças armadas afegãs sofriam com deserções e relutavam em lutar, especialmente depois da chegada soviética. A ineficiência das tropas do regime podia ser associada também ao pagamento extremamente baixo, o que fazia com que a lealdade destes ao partido comunista não fosse tão alta. Quando ficou óbvio para os soviéticos que eles é que teriam de lutar diretamente na guerra, eles passaram a seguir três estratégias: intimidação, com o uso de surtidas rápidas com paraquedistas e veículos blindados contra os vilarejos espalhados pelo país e áreas problemáticas. Além do bombardeio de regiões próximas a áreas de ataque, especialmente como retaliação contra as emboscadas que aconteciam nas estradas que pegavam os comboios de veículos soviéticos. Os soldados soviéticos também expulsavam pessoas de suas casas e os bombardeios também impossibilitavam que tais áreas fossem reocupadas; a segunda estratégia consistia em subversão, enviando espiões aos grupos anticomunistas, subornando líderes tribais e guerrilheiros para que eles encerrassem suas atividades; e terceiro, os soviéticos lançavam incursões militares regulares em zonas controladas pelos mujahidins para tentar enfraquecê-los. Tais missões são chamadas, no jargão militar, de "procurar e destruir". Ataques eram realizados por helicópteros de ataque Mil Mi-24, que também davam cobertura a infantaria e aos veículos blindados no solo.
Além das missões para destruir a insurgência, os soviéticos usaram o KHAD (a polícia secreta afegã) para coletar inteligência, se infiltrar nos grupos rebeldes, espalhar falsas informações, subornar líderes tribais e organizar milícias pró-governo. Embora seja impossível saber qual foi a eficiência destas missões, eles conseguiram de fato se infiltrar em algumas milícias e coletaram informações, porém nada se provou decisivo. Os subornos só conseguiram conquistar a lealdade dos líderes rebeldes por pouco tempo, sendo que na maioria dos casos, eles só conseguiam acordos de cessar fogo temporários. A milícia Sarandoy, leal ao governo, teve pouco sucesso na guerra. Melhores salários e armas conseguiram atrair mais recrutas, mesmo os que não eram tão entusiasmados com o comunismo. O problema era que os mujahidins também tinham pessoas infiltradas nas forças de segurança do governo, passando desinformação e coletando dados.
Em 1985, o número de tropas soviéticas no Afeganistão passou dos 108 800 soldados, enquanto a luta se intensificava por todo o país. Este ano acabou sendo o mais sangrento da guerra. Apesar do equipamento superior e de serem mais numerosos, os soviéticos e seus aliados comunistas afegãos não conseguiam lutar bem no terreno irregular, enquanto os insurgentes islamitas usavam táticas de guerrilha de forma bem eficiente. Ainda, os mujahidins reforçavam seus números com combatentes estrangeiros (jihadistas) e assim eles resistiam as ofensivas dos inimigos.

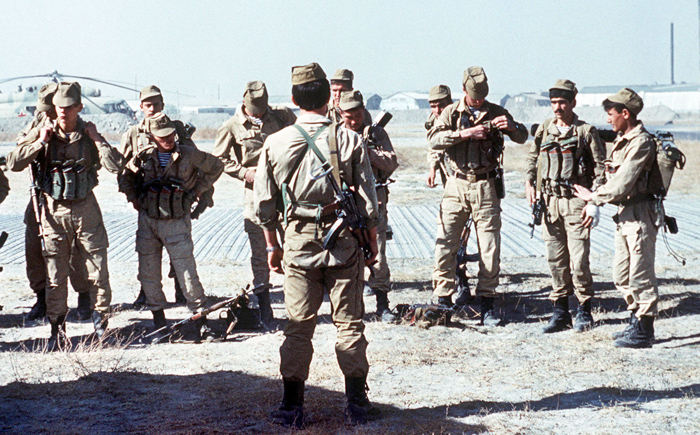
Um grupo de Spetsnaz (forças especiais russas) se preparando antes de partir em uma missão no Afeganistão, 1988

### Década de 1980: A insurgência se intensifica
Em meados da década de 1980, a persistência do movimento de resistência afegão, com apoio dos Estados Unidos, do Paquistão, do Egito, da Arábia Saudita, do Reino Unido, da China, do Irã e de outros, conseguiu forçar Moscou a se segurar em uma longa, árdua e custosa guerra assimétrica, que também havia fatigado as relações internacionais. Os estadunidenses viam o Afeganistão como uma parte integral da Guerra Fria e a CIA enviava ajuda as forças anti-soviéticas através dos serviços de inteligência paquistaneses, em um programa chamado Operação Ciclone.
O conflito no Afeganistão mobilizou o povo muçulmano de toda a região, trazendo combatentes jihadistas de vários países para lançar uma guerra santa contra os comunistas ateus. Entre os notórios mujahidins estava o saudita Osama bin Laden, cuja infraestrutura organizacional que construiu se tornaria a base da organização terrorista al-Qaeda.
A resistência afegã nasceu no caos, se espalhou e venceu de forma caótica. Os mujahidins não tinham uma liderança ou uma estratégia única, com as decisões e o poder recaindo sobre líderes tribais locais. De fato, a guerra era travada pelos chamados "Senhores da guerra". Conforme o conflito foi se desenrolando, a luta ficou mais sofisticada, com apoio externo e regional crescendo de forma organizada. Mesmo assim, a estrutura básica da organização e ação das unidades de combate dos mujahidins continuavam a refletir a natureza altamente segmentada da sociedade afegã.
O estudioso francês Olivier Roy estimou que no quarto ano de guerra havia pelo menos quatro mil bases de onde os mujahidins operavam. A maioria destes eram filiados a sete grupos expatriados com bases no Paquistão, que era a principal rota de transporte de suprimentos para os guerrilheiros islamitas. As unidades dos combatentes da resistência eram compostas por grupos de 300 ou mais homens, que normalmente operavam a partir da zona rural e das áreas montanhosas. A maioria desses combatentes não tinha treinamento formal porém acumulavam experiência de uma década de guerras. Boa parte dos mujahidins assumiam posturas defensivas, guardando suas cidades e vilas, mas alguns eram mais ambiciosos e até organizavam ataques em larga escala contra áreas controladas pelo governo comunista. Uma das mais bem sucedidas milícias era comandada por Ahmad Shah Massoud, do vale de Panjshir, ao norte da capital Cabul. Perto do fim do conflito, ele liderava um grupamento de pelo menos 10 000 combatentes excepcionalmente bem treinados e equipados e havia expandido sua esfera de influência por todas as áreas dominadas pelo povo tajique — nas províncias na região nordeste do país. Roy também descreveu as variações étnicas, regionais e sectárias da organização dos mujahidins. No território do povo pachtum (nas partes sul e leste do Afeganistão), a estrutura tribal, com suas várias subdivisões rivais, forneceu a base militar de vários grupos, além de vários de seus líderes. A mobilização para os ataques, normalmente, partiam tradicionalmente do leste dos lashkars (força de combate) tribais. Em circunstâncias favoráveis, suas formações para ofensivas podiam mobilizar 10 000 homens. Contudo, o confronto direto contraposições defensivas soviéticas normalmente acabava em fracasso, devido a disparidade de armamentos entre os dois lados, o que forçava os rebeldes a lutar, primordialmente, na defensiva.

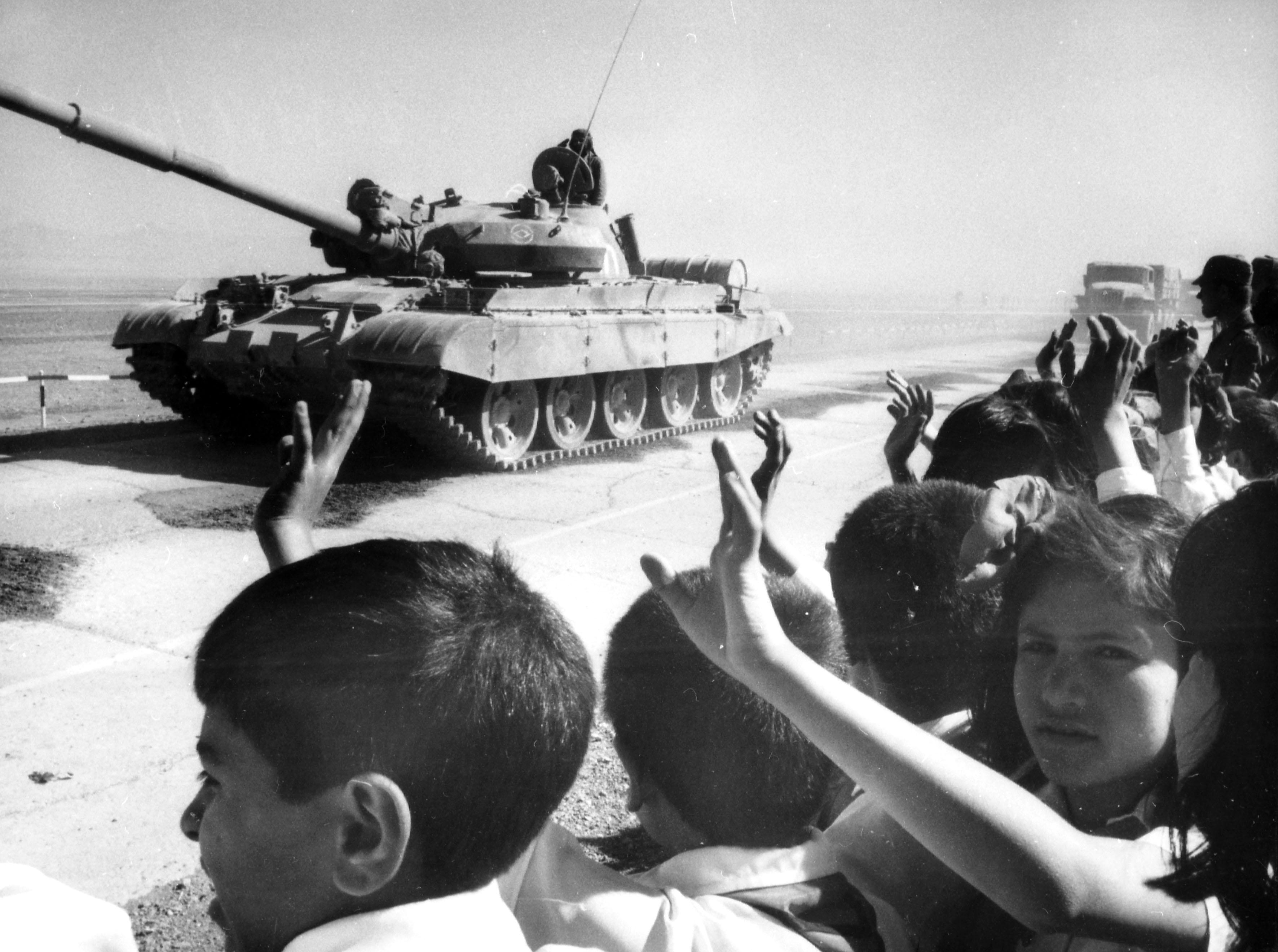
Um tanque soviético T-62M no Afeganistão

A mobilização de mujahidins fora das regiões Pashtun enfrentava vários obstáculos. Antes da invasão soviética, poucos grupos não pashtuns possuíam muitas armas. No começo do conflito, eles conseguiram roubar armas dos militares ou conseguiram através da deserção de soldados do governo. O tráfico de armas e equipamentos enviados por nações estrangeiras acabaram por suprir estas tribos, o que os preparou para o combate. Nas regiões a nordeste, havia pouca cultura para a guerra antes do conflito começar. A mobilização partiu de lideranças ligadas ao islamismo. Para o estudioso Olivier Roy, era evidente o contraste social entre a liderança religiosa nas áreas onde o persa — e o turcomano — era falado e a etnia pashtuns. A falta de representação com a liderança dos pashtuns, fez com que outras minorias étnicas afegãs olhassem para seus chefes religiosos (pirs) como líderes de fato. Redes de sufistas e marabutos estavam espalhadas entre as minorias étnicas, formando as primeiras lideranças, ajeitando as primeiras organizações e indoutrinações. Isso também ajudou também na mobilização política, que acabaram gerando algumas das operações de resistência mais eficientes da guerra.

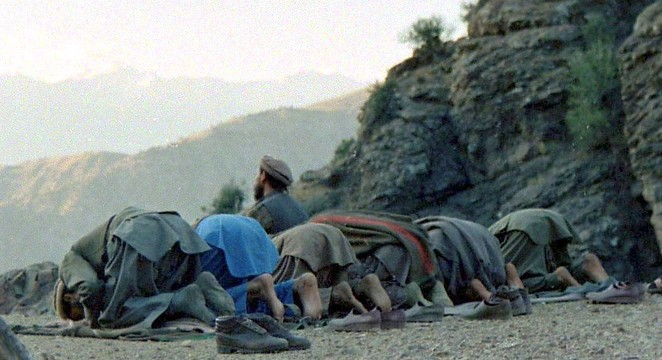
Mujahidins afegãos rezando durante uma pausa nos combates no Vale do Kunar, em 1987

As principais ações de resistência dos mujahidins eram as operações de sabotagem. Os tipos mais comuns eram ataques contra linhas de transmissão, destruição de oleodutos e estações de rádios, explosão de prédios governamentais, aeroportos, hotéis, cinemas e outros. Na fronteira com o Paquistão, os guerrilheiros fundamentalistas lançavam uma média de 800 foguetes por dia, e a esma, contra áreas controladas por forças do regime ou seus simpatizantes. Entre abril de 1985 e janeiro de 1987, foram mais de 23 500 projéteis disparados contra alvos do regime. Os mujahidins disparavam de diversas vilas, que eram bombardeadas, em retaliação, pelas forças soviéticas, e isso resultou em muitas mortes. Os rebeldes também usavam minas terrestres indiscriminadamente, principalmente perto de estradas, atingindo vários veículos soviéticos. Vários habitantes civis se uniram aos guerrilheiros. Inclusive, crianças também foram alistadas.
Os ataques dos rebeldes miravam alvos militares e civis, derrubando pontes, fechando estradas, emboscando comboios, interrompendo linhas de transmissão de energia elétrica e centros industriais. Além disso, postos de polícia e instalações militares e bases aéreas soviéticas também eram atacadas. Muitos membros do governo e do PDPA (o partido comunista afegão) foram assassinados. Em março de 1982, uma bomba explodiu em frente ao prédio do ministério da educação, danificando vários edifícios na área. No mesmo mês, falhas na rede de energia resultaram em blecautes em várias cidades, principalmente em Cabul. A estação elétrica de Naghlu, que alimentava a capital do país, era alvo frequente de atentados. Em junho de 1982, um grupo de mil jovens do partido comunista afegão, que partiam para o vale de Panjshir, foram emboscados a cerca de 30 km de Cabul, o que resultou em centenas de mortes. Em 4 de setembro de 1985, insurgentes derrubaram um voo doméstico da Bakhtar Airlines, que havia decolado do aeroporto de Kandahar, matando todas as 52 pessoas a bordo.
Em maio de 1985, sete facções rebeldes afegãos se uniram na chamada "Aliança de Sete Partidos Mujahidins" para coordenar seus esforços em combater o exército soviético. No fim do mesmo ano, o grupo já estava ativo na região de Cabul, lançando ataques com foguetes e conduzindo outros tipos de atentados, não só contra alvos do governo comunista, mas até contra outras facções de guerrilheiros, caso tivessem ideologias diferentes.

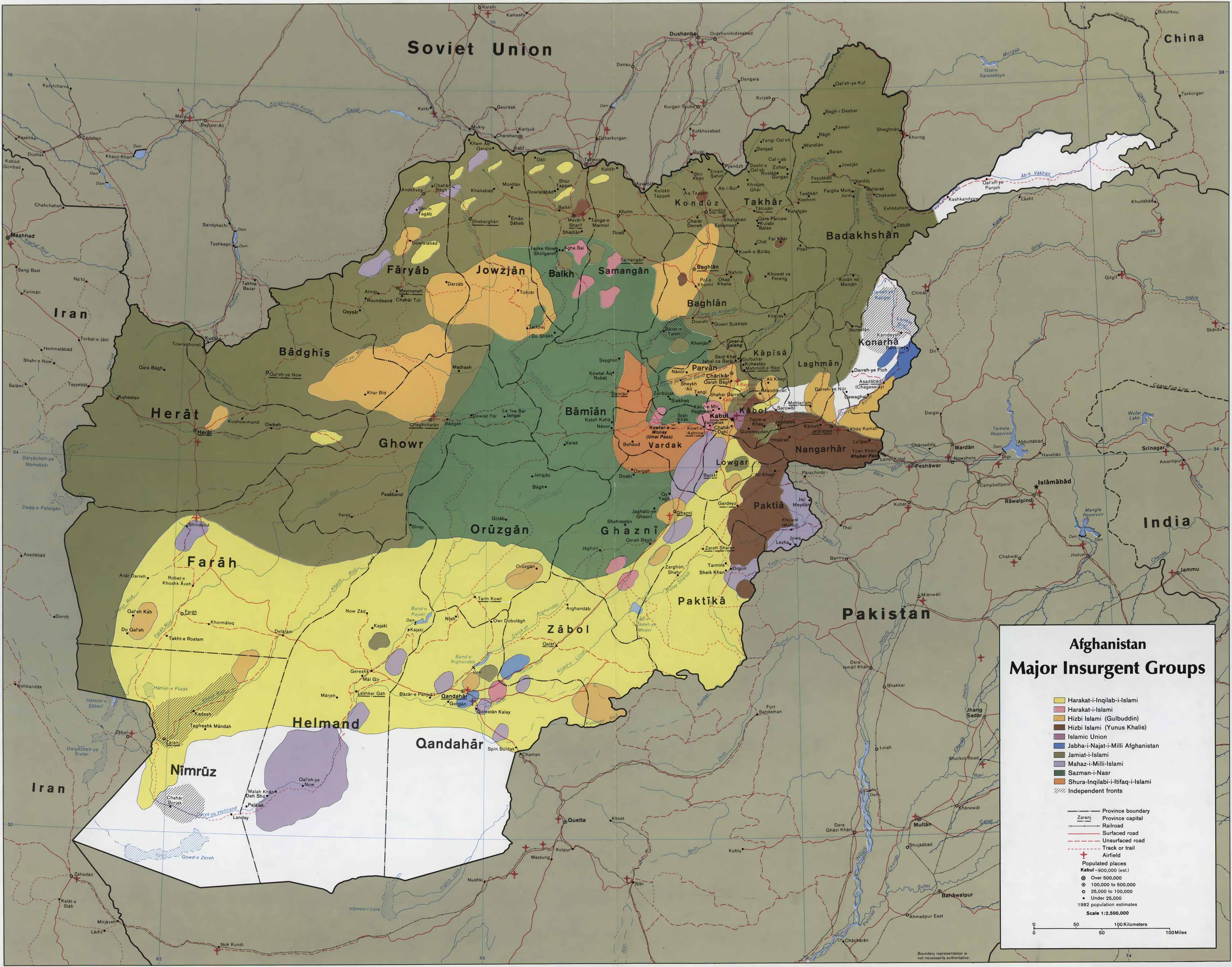
Áreas de atuação dos mujahidins, por volta de 1985

### 1986: O "Efeito Stinger"

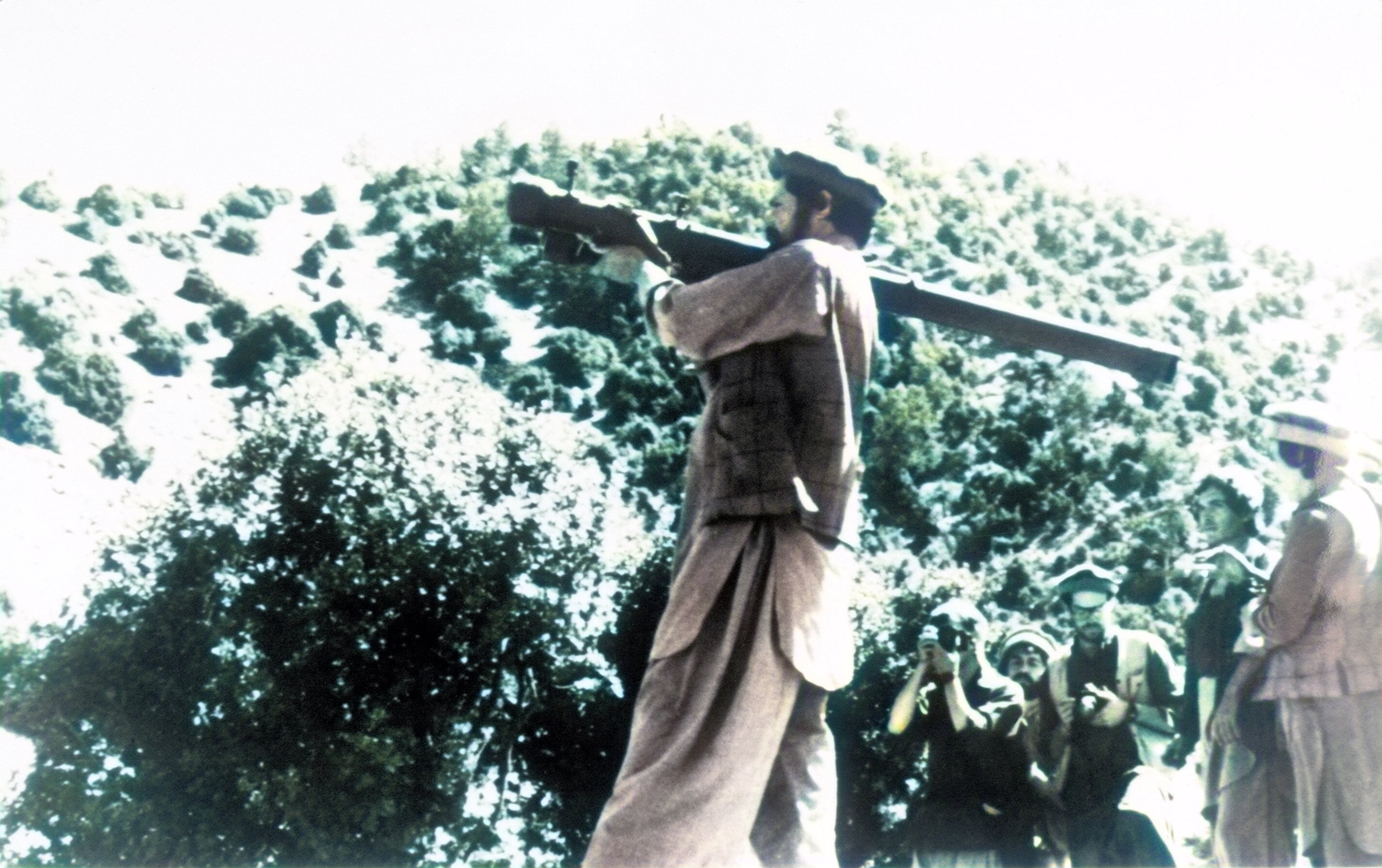
Um mujahidin com um lançador de mísseis SA-7

Durante boa parte da guerra, a força aérea soviética exerceu o controle dos céus sem muita dificuldade (os rebeldes não tinham qualquer avião) e com isso voavam várias surtidas e conduziam diversos ataques com certa impunidade, especialmente no início do conflito. Novas aeronaves, como o jato Su-25 e o helicóptero de ataque Mi-24, deram aos soviéticos muito mais poder de fogo que os mujahidins, e suas blindagens os tornavam invulneráveis ao fogo antiaéreo de armas de pequeno e médio porte. Com isso, sempre que a infantaria estivesse em problemas, bastava chamar o apoio aéreo que então a batalha podia ser vencida rapidamente. A CIA (agência de inteligência americana) e os sauditas planejaram como dar suporte aos mujahidins para que eles pudessem neutralizar a ameaça aérea russa. Os americanos começaram então a enviar aos rebeldes afegãos lançadores portáteis de mísseis antiaéreos chamados FIM-92 Stinger. Os Estados Unidos enviaram pelo menos 250 desses lançadores e também mais de 500 mísseis, além de pessoal para treinar os guerrilheiros a como usar este equipamento.
A partir de 25 de setembro de 1986, segundo os Estados Unidos, a introdução do Stinger no campo de batalha virou a maré do conflito no ar. Com isso, o poderio aéreo soviético começou a ser contestado de forma mais eficiente e mortal. As aeronaves Su-25 e Mi-24 eram extremamente vulneráveis a esse tipo de arma, pois eles voavam baixo e lento, se mantendo no alcance do Stinger. Depois que este armamento começou a ser utilizado, os mujahidins começaram a derrubar pelo menos uma aeronave soviética por dia. O custo da perda de aeronaves começou a fazer com que o custo geral da guerra se tornasse ainda maior e analistas afirmam que os gastos causados pelas perdas infligidas pelo Stinger forçaram o governo soviético a considerar a retirada do Afeganistão. O congressista americano Charlie Wilson era considerado uma das maiores vozes por apoio aos mujahidins e foi um fervoroso defensor da entrega dos Stingers aos rebeldes afegãos. E quando os soviéticos começaram a perder batalhas, Wilson deu crédito aos mísseis Stinger. De fato, muitos analistas e historiadores ocidentais afirmam que a introdução do Stinger no campo de batalha foi o fator decisivo que virou a guerra em favor dos mujahidins, mas analistas militares russos atuais discordam. Com um índice de precisão de 70% e mais de 350 aeronaves (aviões e helicópteros) abatidas em apenas dois anos, o Stinger notavelmente contribuiu para o aceleramento da derrota soviética na guerra. Alguns estudiosos nos Estados Unidos chamam esse fator determinante de "Stinger Effect" (o "Efeito Stinger").
Em meados de 1987, com as suas perdas aumentando, os soviéticos anunciaram que começariam a retirar suas forças do Afeganistão. Sibghatullah Mojaddedi foi então apontado chefe do Governo Interino do Estado Islâmico afegão, para dar uma face legítima à resistência contra o regime comunista, apoiado por Moscou. Mojaddedi, como chefe do governo interino, se encontrou com o então vice-presidente dos Estados Unidos, George H. W. Bush, conquistando uma vitória política a resistência afegã. Mais confiantes tanto no campo diplomático como no de batalha, os mujahidins não mais iriam buscar algum tipo de comprometimento ou entendimento político com o regime, aceitando apenas a vitória total.

### Abril de 1985 – Janeiro 1987: Estratégia de retirada

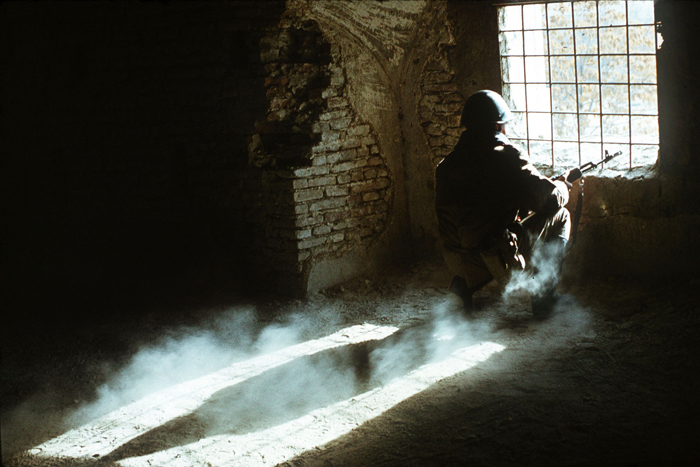
Um soldado soviético combatendo no Afeganistão, 1988

O primeiro passo tomado antes do início da retirada foi a gradual transferência do fardo de liderar a luta contra os mujahidins. As forças afegãs lentamente começaram a assumir esta responsabilidade, para eventualmente ter que agir sem qualquer tipo de ajuda russa. Durante esta fase, os soviéticos começaram a assumir papel de apoio, dando suporte com artilharia, incursões aéreas e assistência técnica e logística, apesar da presença de tropas soviéticas em algumas batalhas ainda ser necessária.
Sob liderança dos soviéticos, as forças do governo comunista do Afeganistão construíram um exército de 302 000 homens em 1986. Para evitar que esta força pudesse ameaçar o governo central e dar um golpe, as unidades militares foram dividias em vários braços, seguindo o modelo soviético. Contudo, o regime nunca conseguiu fazer total uso destes números, já que sofria com altos índices de deserção. Só as forças terrestres tinham uma média de 32 000 deserções por ano.
A decisão de fazer com que o exército afegão assumisse a maioria das missões de combate partiu dos soviéticos, mas foi mal-recebida pelos comunistas afegãos, que viam a partida de seus protetores com maus olhos. Em maio de 1987, os militares afegãos atacaram posições dos mujahidins no distrito de Arghandab, mas não conseguiram muito sucesso e acabaram sofrendo pesadas baixas durante a luta. Na primavera de 1986, uma nova ofensiva na província de Paktia conseguiu sobrepujar os islamitas em Zhawar, mas o custo da vitória foi extremamente alto em termos de números de vidas perdidas. Enquanto isso, os mujahidins se beneficiaram do aumento do apoio estrangeiro a sua causa. Mais armas e suprimentos vinham dos Estados Unidos, da Arábia Saudita, do Paquistão e de outras nações muçulmanas. Os americanos tendiam a concentrar sua ajuda nas forças comandadas por Ahmed Shah Massoud (considerado um islâmico moderado). A ajuda aos combatentes de Massoud aumentou consideravelmente na administração do presidente Reagan, através da chamada "Operação Ciclone".
Em 13 de novembro de 1986, em uma reunião do Politburo do Comitê Central do Partido Comunista da União Soviética, foi decidida a retirada das tropas soviéticas do Afeganistão em um prazo de dois anos.

### Janeiro de 1987 – Fevereiro de 1989: A evacuação

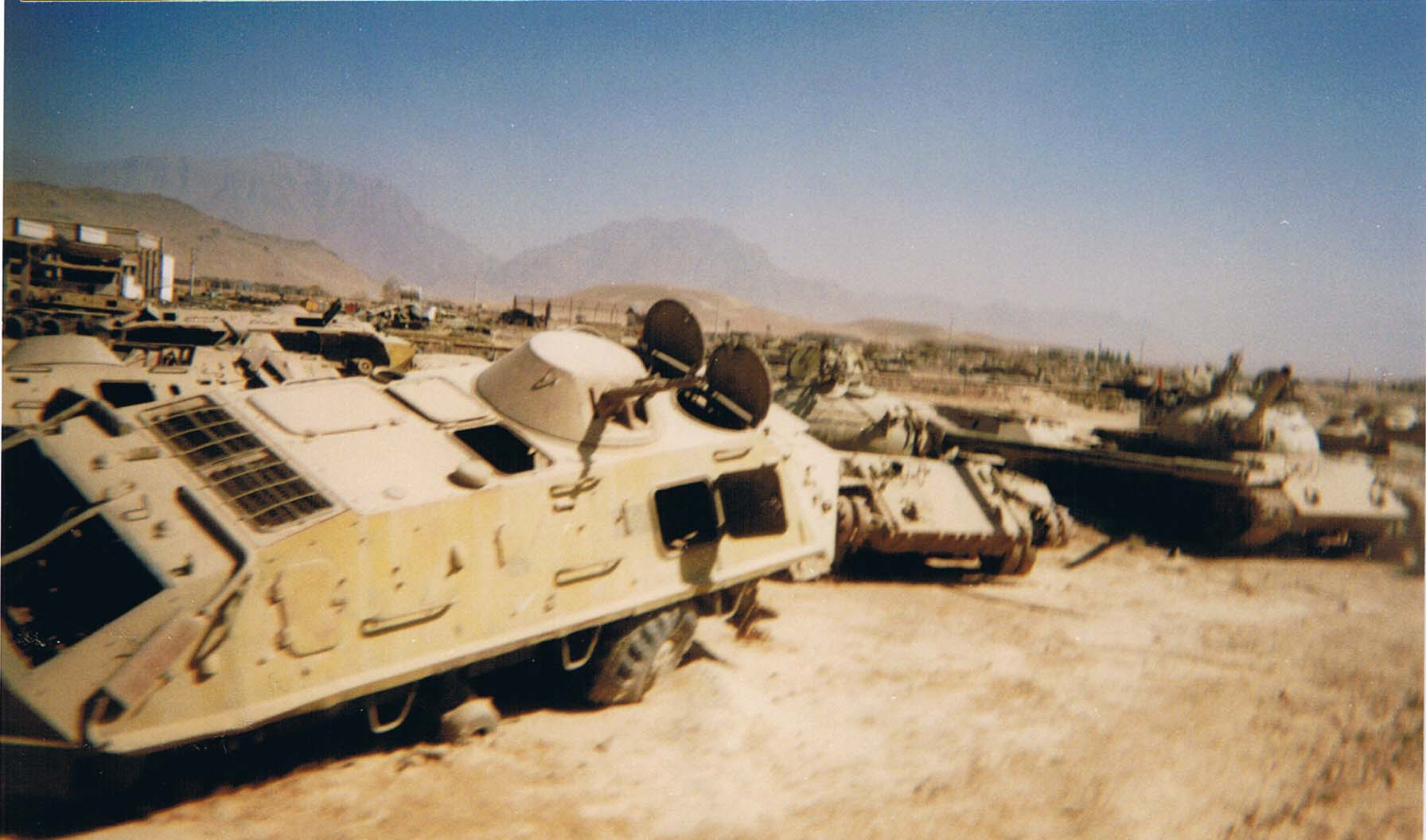
Blindados soviéticos abandonados no Afeganistão

A chegada de Mikhail Gorbachev ao poder na União Soviética em 1985 e sua "nova ideologia" para políticas internas e externas foi provavelmente o fator decisivo para a decisão de retirada total das forças soviéticas do Afeganistão. Gorbachev tentou mudar os anos de estagnação do governo Brezhnev e, acima de tudo, queria reformar a economia do país e sua imagem pelo mundo, através dos programas Glasnost e Perestroika. O novo premier soviético queria quebrar as tensões com o Ocidente, através de acordos como o Tratado de Forças Nucleares de Alcance Intermediário, assinado em 1987, e começou uma retirada consistente do Afeganistão. A ocupação do país, que já atraia condenações cada vez mais fervorosas internacionalmente, também começou a se tornar tremendamente impopular entre o povo da União Soviética. Gorbachev afirmou que a ruptura com a China e a militarização da fronteira entre os dois países foram alguns dos maiores erros da administração de Brezhnev. Pequim já tinha afirmado que apenas retomaria as relações normais com Moscou se estes removessem suas tropas do Afeganistão e em 1989, com esta concluída, a liderança dos dois países se reuniu pela primeira vez em trinta anos. Ao mesmo tempo, Gorbachev também aconselhou seus aliados cubanos a diminuir e desescalar suas atividades em Angola. Os russos também começaram a retirar suas tropas da Mongólia em 1987, e conteve a invasão vietnamita do Camboja, que acabou terminando em 1988. Essa política de retirada das forças soviéticas de territórios em disputa evidenciava uma mudança na política externa de Moscou.
No começo de 1988, a retirada das tropas soviéticas do Afeganistão começou a todo vapor. As operações de combate caíram drasticamente. Em setembro, um caça MiG-23 russo derrubou dois AH-1J Cobra iranianos e, de acordo com fontes russas, um F-16 paquistanês, que haviam penetrado no espaço aéreo afegão. O governo do Paquistão não confirmou a derrubada do seu caça por um míssil soviético, afirmando que, na verdade, o avião caiu num caso de "fogo amigo". Tais incidentes na fronteira paquistanesa não eram incomuns.
Uma exceção a retirada foi a Operação Magistral, que, conduzida por forças afegãs e russas, limpou as estradas entre Gardez e Khost, que estavam em mãos dos guerrilheiros islâmicos. O efeito desta ação não durou muito, mas serviu para ajudar os soviéticos a, simbolicamente, encerrar sua missão naquele país com uma vitória.

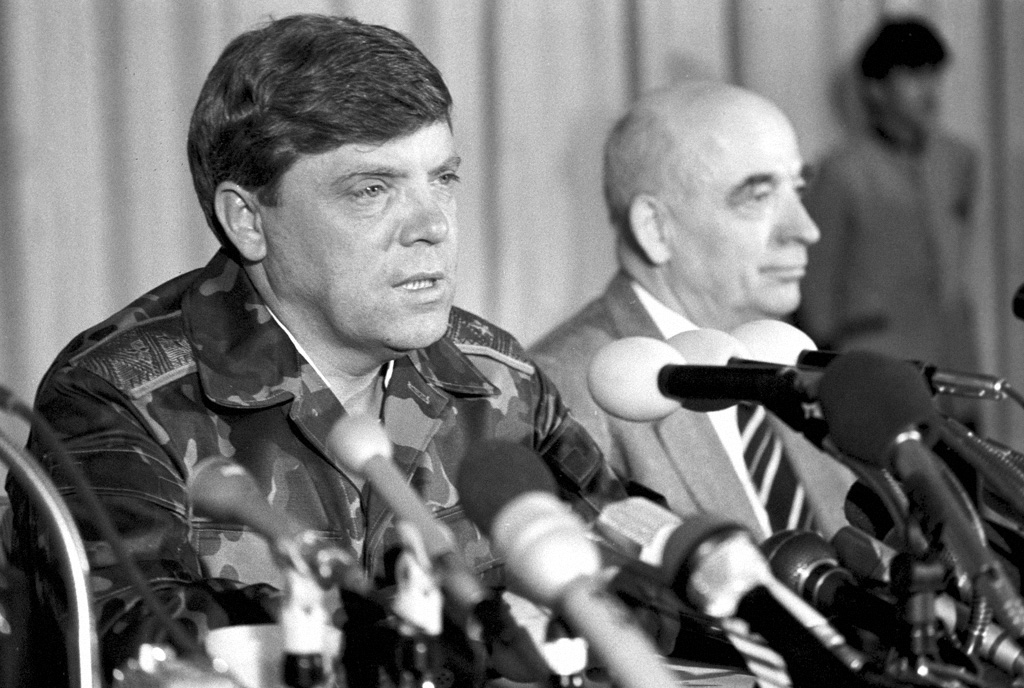
O general Boris Gromov, comandante do 40º Corpo do Exército russo, anunciando a retirada das tropas soviéticas do Afeganistão

A primeira metade do contingente soviético no Afeganistão se retirou entre 15 de maio e 16 de agosto de 1988 e a segunda metade saiu entre 15 de novembro de 1988 e 15 de fevereiro de 1989. A fim de garantir uma passagem segura, os soviéticos haviam firmado acordos de cessar fogo com alguns comandantes dos mujahidins.
O general Yazov, ministro da defesa soviético, ordenou então que o 40º Exército violasse seu acordo com Ahmad Shah Massoud, um líder mujahidin, que comandava os insurgentes no vale de Panjshir, e atacou suas forças que não estavam esperando essa investida. O ataque serviria para proteger Najibullah, que não havia firmado qualquer acordo de cessar fogo com Massoud. Os russos temiam que o comandante rebelde atacasse as forças soviéticas em retirada. O general Gromov, comandante do 40º Exército, foi contrário a esta operação, mas obedeceu a ordem. A operação "Typhoon" começou em 23 de janeiro e prosseguiu por mais três dias, se tornando o último grande combate travado pelas forças soviéticas no Afeganistão. Para minimizar suas baixas, os soviéticos evitaram combates próximos, usando artilharia, mísseis e outros tipos de armamento pesado. Várias baixas civis foram reportadas. Massoud então ordenou um contra-ataque. No final, os mujahidins tiveram de recuar, perdendo ao menos 600 homens entre mortos e feridos.
Após a retirada das forças soviéticas, as tropas do regime comunista do Afeganistão tiveram de lutar sozinhas e com poucas provisões. Dada as circunstâncias, acreditou-se que eles não conseguiriam resistir por muito tempo. Contudo, o governo central conseguiu uma importante vitória na batalha por Jalalabad.

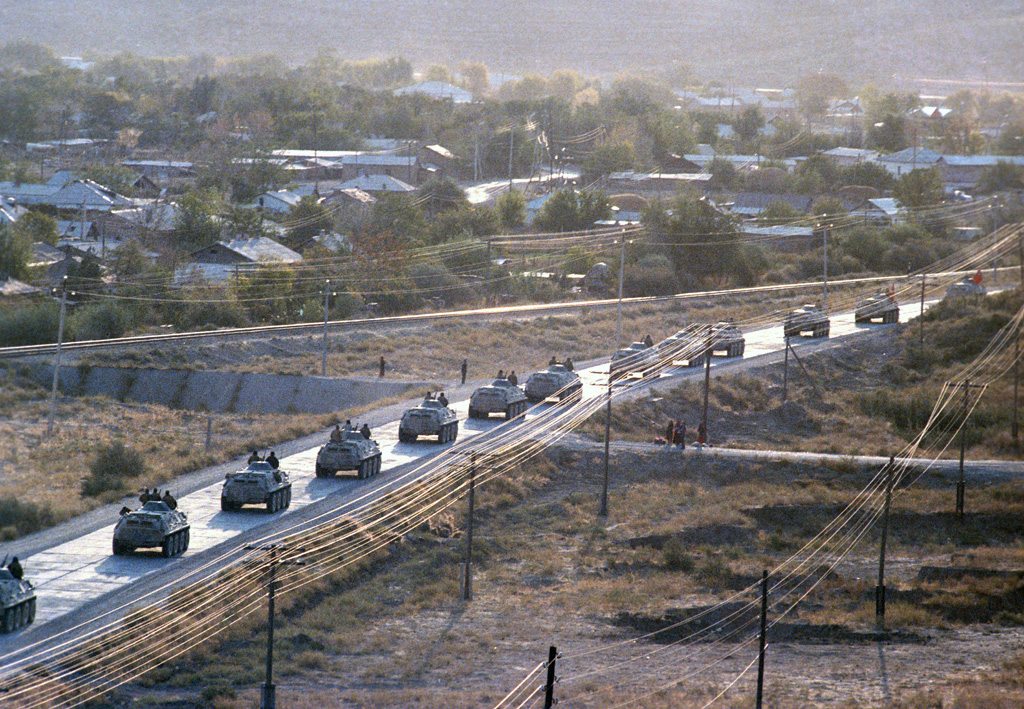
Uma coluna de veículos blindados BTR partindo do Afeganistão

O governo do presidente Karmal, considerado um regime fantoche, era visto como ineficiente. Divisões dentro do partido comunista local e a facção  Parcham levou a um enfraquecimento do poder central. Tentativas subsequentes de apelar por unidade nacional e de conquistar mais apoio popular acabaram falhando. Moscou viria a culpar Karmal pelo fracasso na guerra. Três anos depois, quando o regime de Karmal estava prestes a cair, Mikhail Gorbachev, presidente do Comitê Central do Partido Comunista da União Soviética, disse "o principal motivo por não haver unidade nacional [no Afeganistão] é que o camarada Karmal ficava só em Cabul contando com nossa ajuda".
Em novembro de 1986, Mohammad Najibullah, ex chefe da polícia secreta afegã (o KHAD), foi apontado, com apoio soviético, como o novo líder da nação e uma nova constituição foi escrita. Ele introduziu, em 1987, uma política de "reconciliação nacional", elaborado por especialistas do partido comunista soviético. Apesar das expectativas, a nova política não fez com que o regime socialista de Cabul ganhasse mais apoio popular, e tão pouco convenceu os insurgentes a negociar com o governo.
Negociações informais para a retirada soviética do Afeganistão haviam começado em 1982. Em 1988, o governo paquistanês e afegão, com os americanos e russos servindo como garantidores, firmaram um compromisso de acertar suas diferenças através dos Acordos de Genebra. As Nações Unidas enviaram uma missão para supervisionar o processo. Nesse meio tempo, Najibullah, novo presidente afegão, havia estabilizado sua posição política o suficiente para garantir que o seu governo não caísse mesmo após a retirada dos soviéticos. Um ano antes, em 20 de julho 1987, foi anunciado o começo da retirada. O comando da operação ficou a cargo do tenente-general Boris Gromov, que, naquele período, era o comandante do 40º Exército.
Entre outras coisas, os Acordos de Genebra firmaram um entendimento entre os Estados Unidos e a União Soviética, que se comprometiam a não interferir mais nos assuntos internos do Paquistão e do Afeganistão, além de organizar um cronograma de retirada para as tropas soviéticas. Em meados de fevereiro de 1989 já não havia mais nenhum combatente russo no território afegão.

## Consequências da guerra

### Reações internacionais
A administração do presidente americano Jimmy Carter colocou um embargo econômico contra a União Soviética, especialmente focado em commodities, como grãos e até armas. O aumento nas tensões, assim como o medo da presença de tropas soviéticas tão perto do Golfo Pérsico (rico em petróleo), efetivamente colocou um fim na chamada détente.
A resposta diplomática da comunidade internacional foi grande, indo de apenas retóricas ao de fato boicote aos Jogos Olímpicos de Verão de 1980 em Moscou (onde o Afeganistão competiu também). A invasão soviética, junto com outros eventos, como a Revolução Iraniana, a crise dos reféns americanos em Teerã, a Guerra Irã-Iraque, a Guerra do Líbano de 1982 e o aumento das tensões entre Paquistão e Índia, contribuiu para tornar o Oriente Médio e o sul da Ásia em uma das regiões mais instáveis e violentas do mundo nos anos 1980.
O chamado Movimento Não Alinhado ficou dividido entre os que apoiavam a intervenção soviética e aqueles que achavam que a invasão fora um movimento ilegal. Dentro do Pacto de Varsóvia, a ação russa foi condenada pela Romênia. A Índia, uma aliada da União Soviética, se recusou a demonstrar qualquer apoio a Guerra Afegã, mas, após o fim das hostilidades, ofereceu ajuda humanitária ao governo do Afeganistão.

#### Envolvimento estrangeiro e apoio aos mujahidins

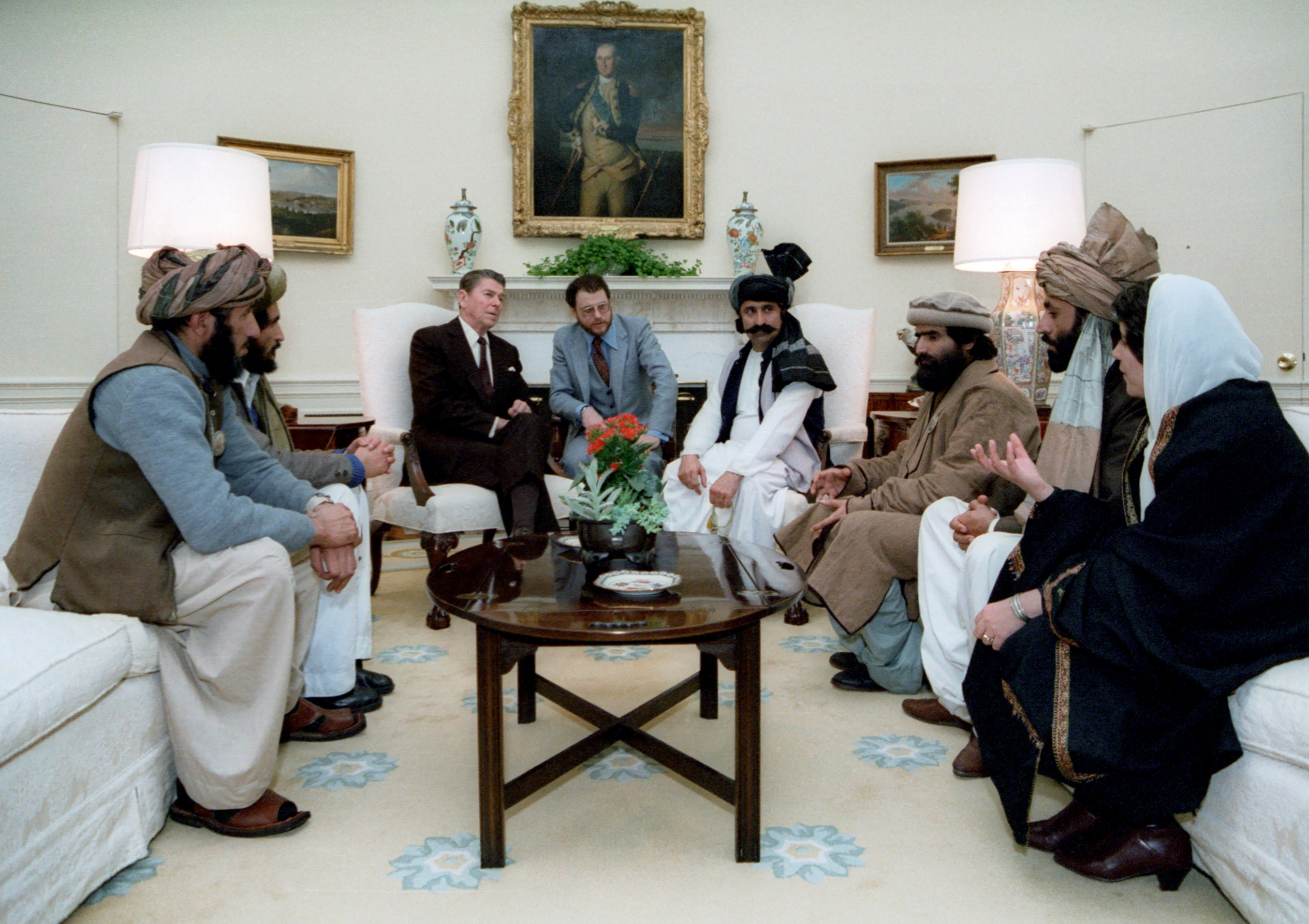
Ronald Reagan, presidente dos Estados Unidos, em um encontro com líderes mujahidins afegãos na Casa Branca

Os Mujahidins afegãos receberam apoio de vários países, sendo os Estados Unidos e a Arábia Saudita os que ofereceram maior suporte financeiro. Quando Jimmy Carter estava na Casa Branca ele afirmou que a "agressão soviética" não era um evento isolado ou geograficamente menos importante, mas era uma ameaça a influência americana no Golfo Pérsico. Uma das preocupações era também que a União Soviética tivesse um acesso direto ao Oceano Indico, se fizesse um acordo com o Paquistão também.
O conselheiro de segurança do governo Carter, Zbigniew Brzezinski, conhecido como um dos políticos mais "linha dura" em relação a União Soviética, iniciou em 1979 uma campanha para ajudar os mujahidins no Afeganistão, com apoio da inteligência paquistanesa que recebia suporte da CIA e do MI6 (a inteligência britânica). Anos mais tarde, em 1997, Brzezinski deu uma entrevista a CNN/National Security Archive onde detalhou os planos da administração do presidente Carter contra os soviéticos em 1979:

"Nós começamos uma reação dupla quando soubemos que os soviéticos tinham entrado no Afeganistão. A primeira foram reações diretas e sanções contra a União Soviética, e tanto o Departamento de Estado e o Conselho de Segurança Nacional prepararam uma longa lista de sanções e passos para serem tomados para aumentar o custo internacional para a União Soviética sobre suas ações. A segunda ação me levou ao Paquistão um mês depois da invasão soviética do Afeganistão, com o propósito de coordenar uma resposta em conjunto com os paquistaneses, tendo o propósito de fazer os soviéticos sangrarem pelo maior tempo possível. Nós nos engajamos nesta tarefa com a ajuda dos sauditas, dos egípcios, dos britânicos e dos chineses, e nós começamos a enviar armas aos mujahidins, a partir de várias fontes – por exemplo, como algumas armas russas do Egito e da China. Nós até conseguimos armamento soviético do governo comunista da Checoslováquia, já que estavam suscetíveis a incentivos materiais; e, em um período, nós compramos armas pros mujahidins diretamente de militares soviéticos no Afeganistão, pois aquele exército era muito corrupto".

O envio de bilhões de dólares em armas e equipamentos para os mujahidins afegãos foi a operação mais cara e longa da história da CIA. A agência de inteligência americana apoiou os fundamentalistas insurgentes através dos serviços secretos paquistaneses, o Inter-Services Intelligence (ISI), em um programa conhecido como Operação Ciclone. Pelo menos 3 bilhões de dólares foram enviados para o Afeganistão para treinar e equipar os militantes. A Arábia Saudita, o Reino Unido, o Egito, o Irã e a China também ajudaram os mujahidins, com armas como o lançador de mísseis portátil FIM-43 Redeye, uma poderosa arma contra aeronaves pequenas, como helicópteros. Os paquistaneses, com seu ISI, foram os principais intermediários de armas.
Foi reportado que nenhum oficial do governo americano treinou ou sequer teve contato direto com os mujahidins afegãos. A CIA tinha menos de 10 agentes na região pois temiam ser culpada ou implicada nos acontecimentos naquele país, assim como tinha acontecido na Guatemala em 1954. Contudo, empregados civis e oficiais do Departamento de Estado americano e da CIA frequentemente visitavam a fronteira afegã-paquistanesa.
O apoio paquistanês veio pelo general Muhammad Zia-ul-Haq, o governante militar do país. Para ele, apoiar os militantes islâmicos contra os soviéticos era uma retaliação pelo apoio incondicional que a União Soviética dava a Índia, maior rival regional do Paquistão. Os paquistaneses, na maioria dos casos, contrabandeavam armas conseguidas pelos americanos, além de também enviarem dinheiro e outros recursos humanitários.

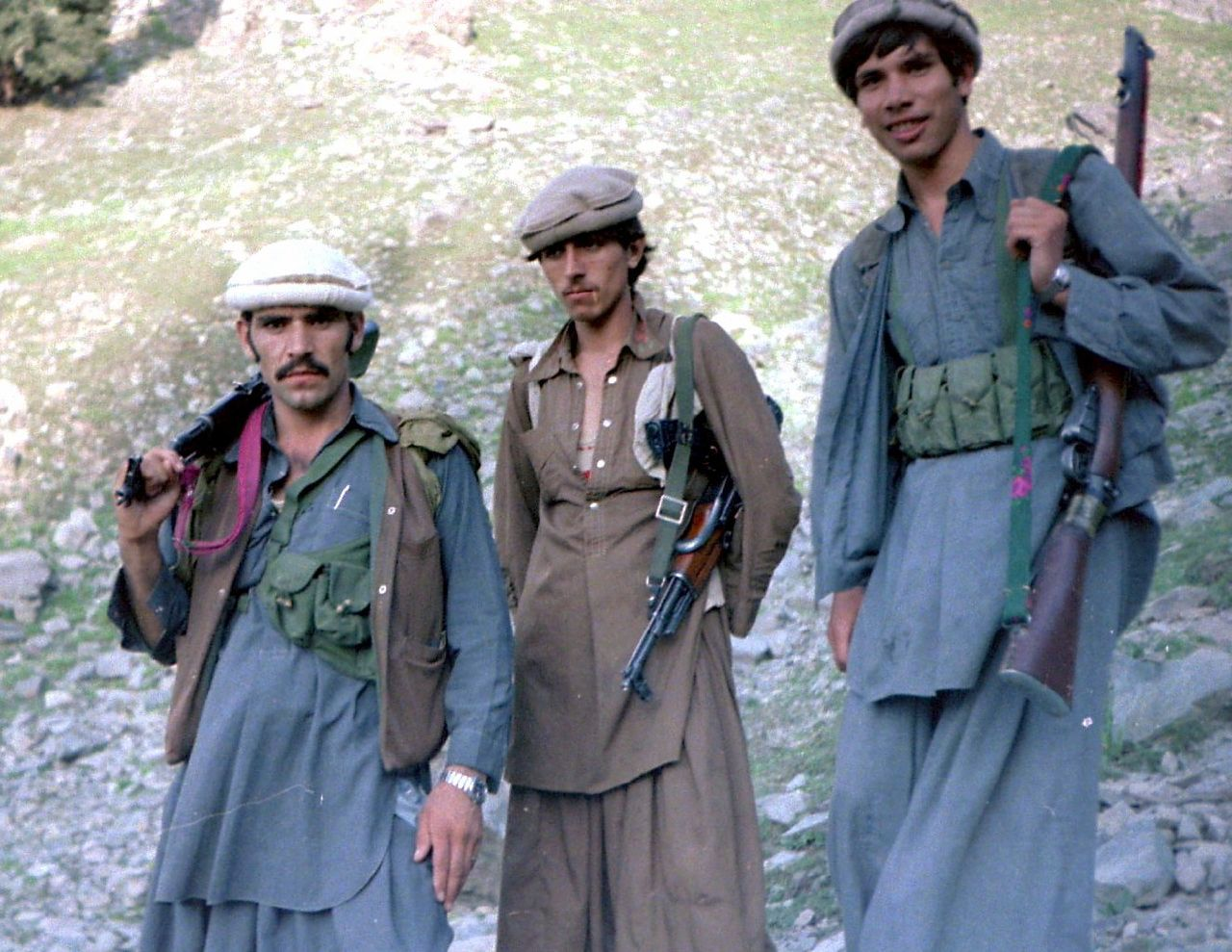
Combatentes mujahidins em Asmar, 1985

Em 1981, o governo do recém-eleito presidente americano Ronald Reagan, um fanático anticomunista, aumentou consideravelmente a ajuda aos mujahidins. Figuras proeminentes do cenário político e de inteligência americano, como o congressista Charlie Wilson e o agente da CIA Gust Avrakotos, também pediam mais ação americana.

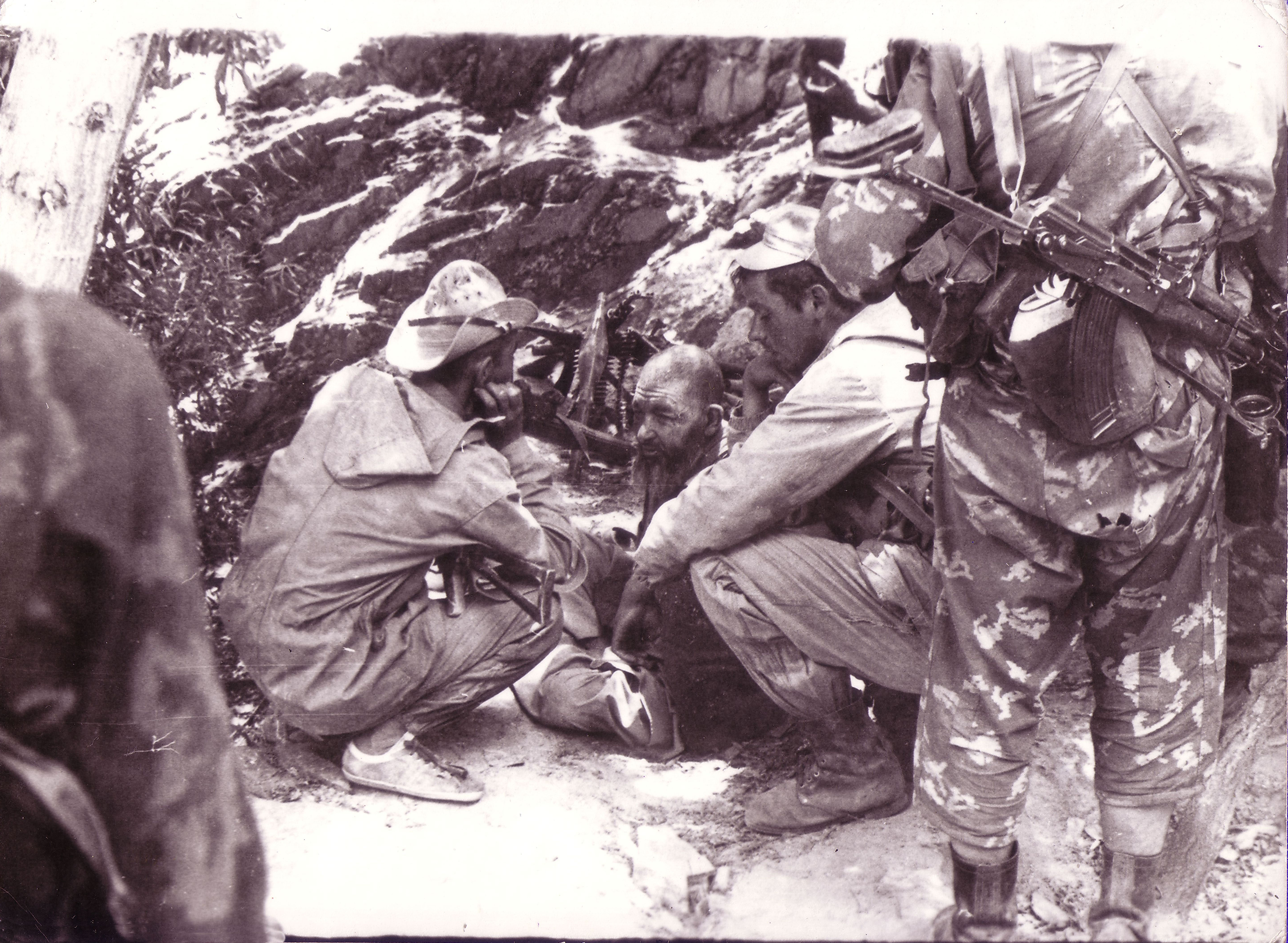
Combatentes do Spetsnaz interrogando um mujahidin capturado, em 1986

Em retaliação ao apoio paquistanês aos insurgentes, o serviço secreto afegão (KHAD), sob a liderança de Mohammad Najibullah, lançou uma série de operações contra o país vizinho. Em 1987, cerca de 127 incidentes resultaram em 234 mortes no Paquistão. Em abril de 1988, um depósito de munição perto de Islamabad explodiu matando 100 pessoas e ferindo outras 1 000. O KHAD e a KGB foram os principais suspeitos de serem responsáveis pelo ocorrido. Aviões soviéticos ocasionalmente bombardeavam alvos no Paquistão ou na área de fronteira. Pelo menos 300 pessoas morreram nesses ataques. Também foi reportado combates entre caças russos e paquistaneses. Apesar do mal relacionamento, milhões de pessoas tomaram refúgio no Paquistão para fugir dos combates. O enorme número de refugiados acabaram aumentando a crise humanitária na região. Em 1989, o governo paquistanês acabou oferecendo ajuda aos soviéticos na sua retirada do Afeganistão. Os problemas gerados pelo imenso fluxo migratório na fronteira seguem até os dias atuais.
Entre as facções mujahidins que mais receberam financiamento externo, destacava-se aquela lidera por Gulbuddin Hekmatyar.

##### Surgimento da Al-Qaeda
Supostamente, membros da al-Qaeda serviram em grupos que receberam dinheiro, armas e outros tipos de ajuda vindo dos americanos e seus aliados para lutar no Afeganistão. Os combatentes que viriam a servir na al-Qaeda ganharam proeminência por sua bravura em combate contra os russos. Os americanos afirmariam mais tarde que a organização liderada por Osama Bin Laden estava "fora da alçada da CIA" e que eles não receberam apoio destes, porém esta informação é muito contestada.
Osama Bin Laden, que era um amigo próximo do príncipe Turki al-Faisal (chefe dos serviços de inteligência da Arábia Saudita entre 1977 e 2001), e de Ahmed Badeeb (na época chefe de gabinete de serviços de inteligência da Arábia Saudita), foi a principal liderança entre os cerca de 4 000 sauditas que lutaram no Afeganistão. Os sauditas eram apenas uma parte dos cerca de 100 mil combatentes estrangeiros, que foram financiados, armados e treinados pela CIA e Arábia Saudita para lutar ao lado dos fundamentalistas.

##### Envolvimento da China
Durante a chamada ruptura sino-soviética, as relações entre a China e a União Soviética se deterioraram, desde o final da década de 1960. O governo chinês tinha relações pífias com o Reino Afegão. Quando os comunistas pró-Moscou assumiram o poder em Cabul, em 1978, as relações com a China, também comunista, surpreendentemente pioraram. Os afegãos apoiaram os inimigos dos chineses no Vietnã e os acusaram de apoiar os extremistas. O governo chinês respondeu a invasão soviética do Afeganistão apoiando os mujahidins e aumentando sua presença militar nas regiões próximas. A China também teria até recebido equipamento militar americano para se defender de um possível ataque russo.
O Exército de Libertação Popular chinês treinou e apoiou os mujahidins. A maioria dos campos de treinamento se mudaram do Paquistão para a própria China. Mísseis antiaéreos, lançadores de foguetes e metralhadoras, avaliados em milhões de dólares, foram dados aos fundamentalistas pelos chineses. Conselheiros militares da China teriam inclusive ido até o território afegão para fornecer mais ajuda.

### As forças soviéticas e suas baixas
Entre 25 de dezembro de 1979 e fevereiro de 1989, um total de 620 000 soldados soviéticos serviram no Afeganistão (no auge das operações, entre 80 000–104 000 estavam de fato combatendo): 525 000 eram do exército, 90 000 eram militares de fronteira e também havia subunidades que respondiam a KGB, além de forças policiais variadas. Outros 21 000 militares soviéticos também serviram na guerra afegã com deveres burocráticos.
As perdas sofridas pelas forças soviéticas foram extensas. Foi reportado que, entre todas as unidades de serviço e segurança, um total de 14 453 combatentes morreram. O exército teria perdido 13 310 homens, a KGB sofreu 572 baixas e a polícia soviética perdeu 28 funcionários em serviço. Cerca de 20 cidadãos soviéticos de outros departamentos ligados ao conflito também perderam a vida. Ao fim da guerra, cerca de 312 militares permaneciam desaparecidos ou foram feitos prisioneiros. Destes, cerca 119 foram soltos, com 97 retornando para a Rússia e outros 22 indo a outras repúblicas soviéticas.
As unidades de combate também reportaram que ao menos 53 753 homens foram feridos, e mais 415 932 adoeceram. As doenças foram uma das principais responsáveis pelas baixas soviéticas nesta guerra. As condições climáticas e sanitárias no Afeganistão eram bem ruins, o que fez com que doenças e infecções se espalhassem muito rapidamente. Foi registrado 115 308 casos de hepatite entre as tropas soviéticas, além de 31 080 casos de febre tifoide. Outros 140 665 militares foram retirados de serviço por outras doenças. Durante a década que o conflito durou, cerca de 11 654 soviéticos foram dispensados por motivo de ferimentos ou enfermidades, além de pelo menos 10 751 homens que acabaram incapacitados com alguma sequela física. Outros milhares mais tiveram problemas psicológicos devido a brutal natureza do conflito.
As perdas materiais também foram altas:
- Pelo menos 451 aeronaves foram perdidas (incluindo 333 helicópteros)
- 147 tanques de guerra
- 1 314 veículos de transporte de tropas e equipamentos (VCIs/VBTPs)
- 433 peças de artilharia e morteiros
- 11 369 caminhões e outros veículos menores.

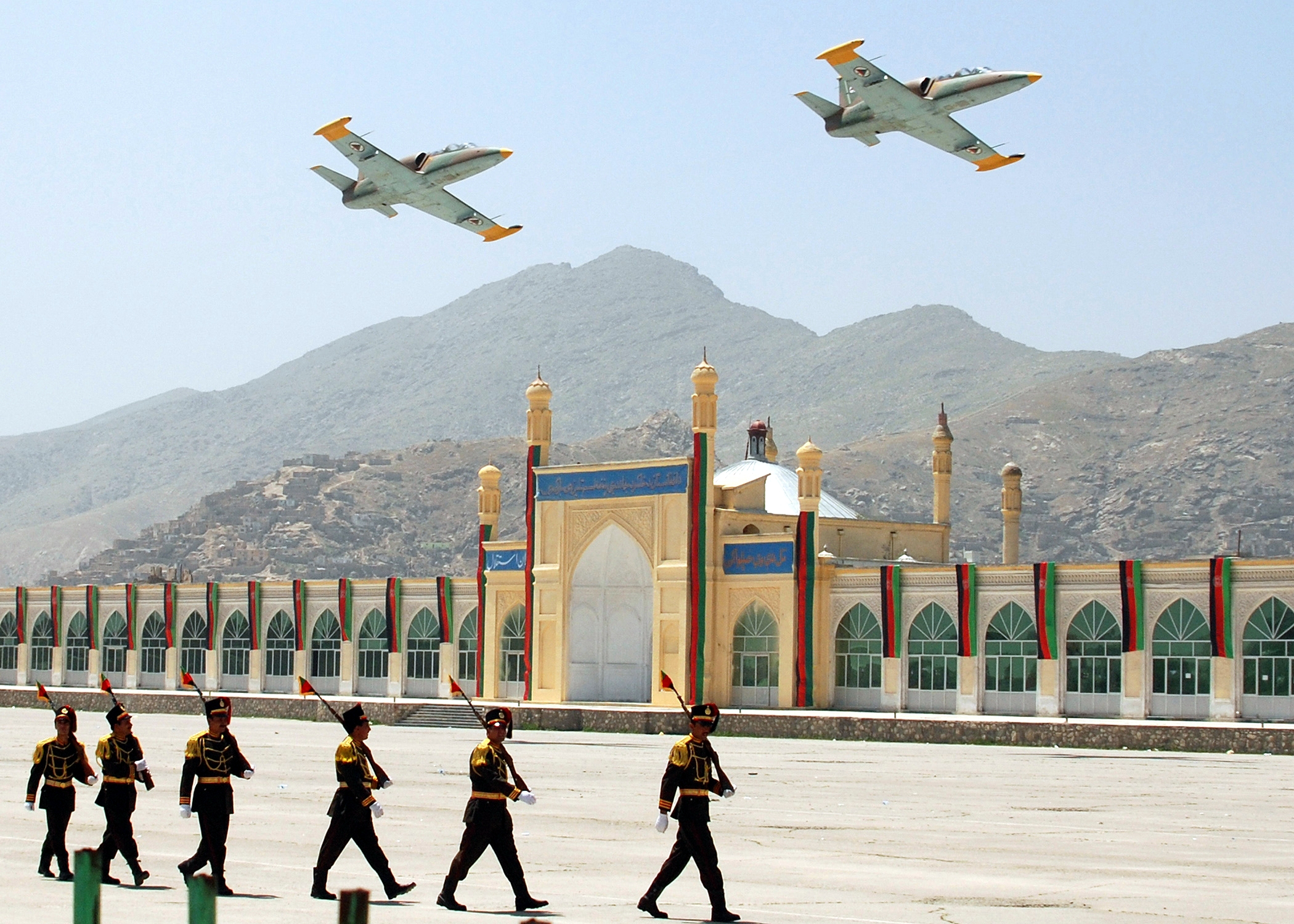
Soldados afegãos em um desfile do "Dia da Vitória Mujahidin"

### Destruição no Afeganistão
Estima-se que entre 850 000 e 1 500 000 afegãos morreram neste conflito. Outros 5 a 10 milhões se refugiaram no Paquistão ou no Irã (cerca de um terço da população pré-guerra) e outros dois milhões ficaram desalojados no país. Em meados da década de 1980, quase metade de todos os refugiados no mundo eram afegãos.

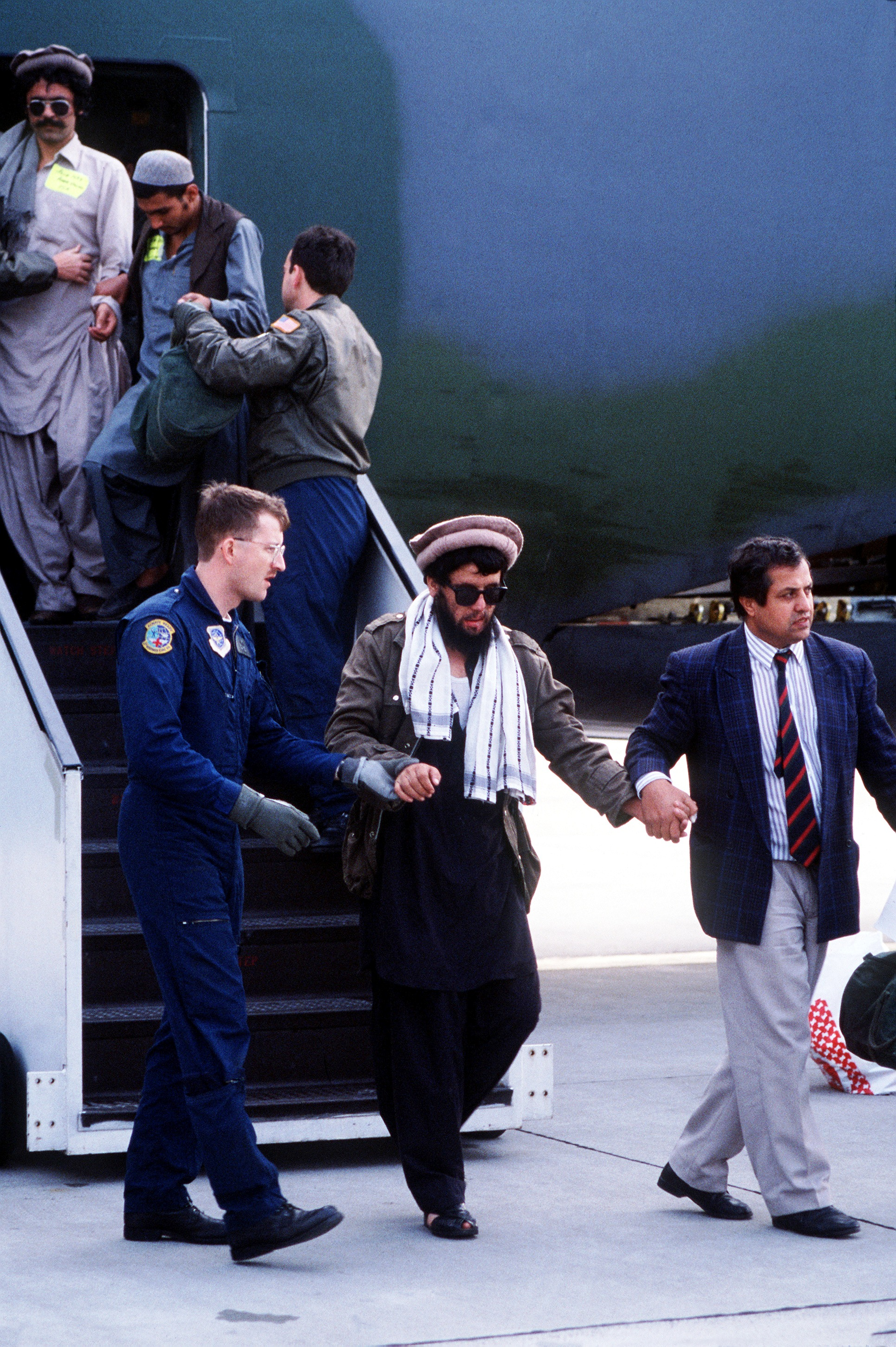
Militares americanos e combatentes mujahedins feridos na base aérea de Rhein, em Frankfurt, Alemanha

Felix Ermacora, um enviado da ONU para o Afeganistão, afirmou que, devido aos combates, pelo menos 35 000 civis morreram apenas em 1985, 15 000 em 1986 e pelo menos 14 000 em 1987. Ermacora também notou que ataques feitos por forças antigoverno, como os feitos em Cabul, causaram a morte de mais de 4 000 civis em 1987. O analista R.J. Rummel estimou que as tropas soviéticas foram diretamente responsáveis pelo democídio (assassinato) de 250 000 civis durante a guerra, e o governo afegão foi responsável por outras 178 000 mortes.
Além das fatalidades, outros 1,2 milhões de civis foram incapacitados (a maioria por mutilações, sendo que este número compreende os mujahidins, soldados do governo e civis) e outros 3 milhões foram feridos (a maioria não combatentes).

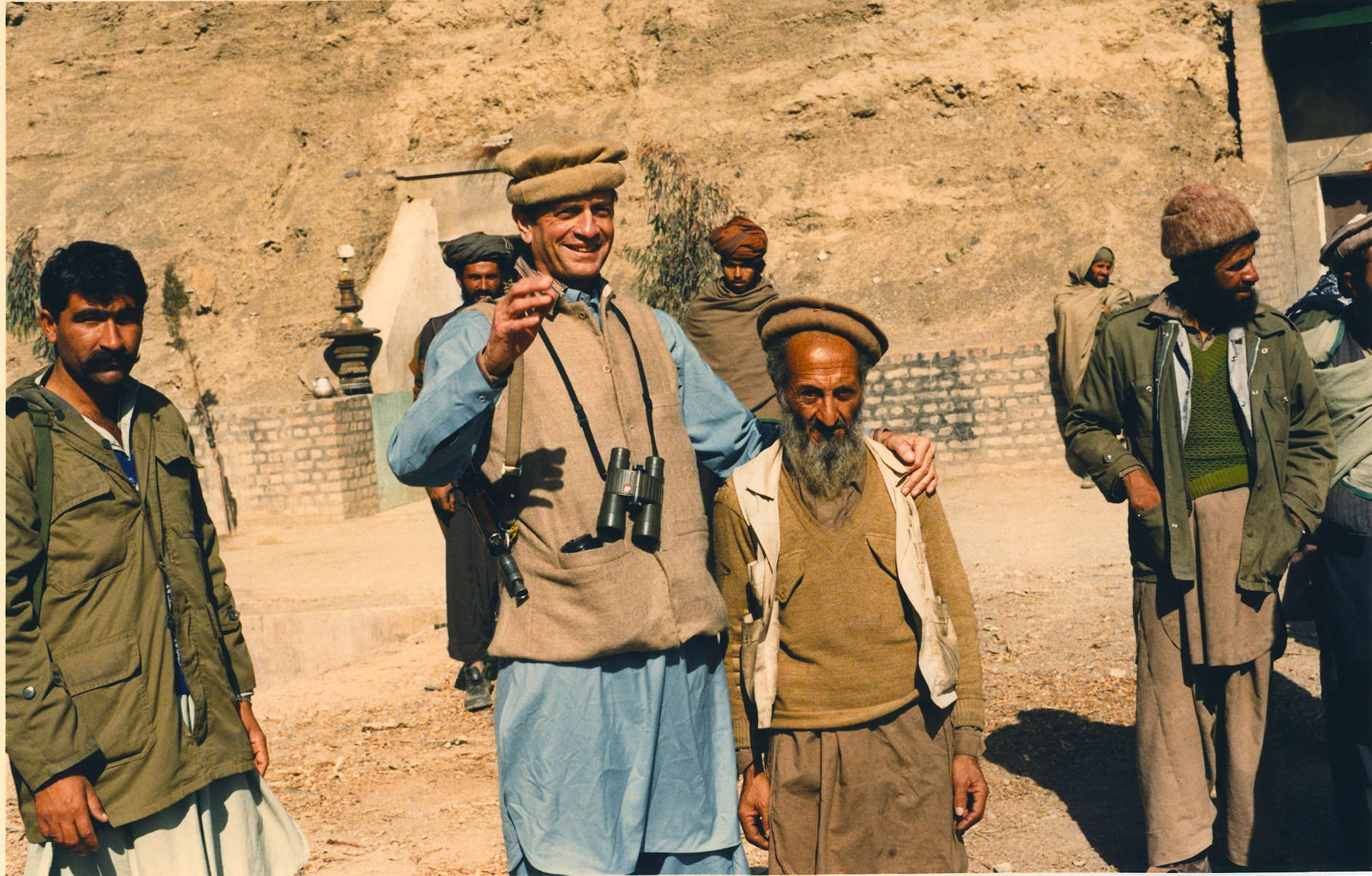
O congressista americano Charlie Wilson (2º da esquerda e armado com uma AK-47), vestindo roupas tradicionais afegãs em um encontro com guerrilheiros mujahidins no Afeganistão

Antes mesmo da guerra começar, o país já era um dos mais pobres do mundo. Os combates prolongados por décadas levaram o Afeganistão da posição 170 para a 174 na lista do IDH dos países, uma das piores marcas. A agricultura, uma das principais fontes de recursos do país sofreu muito com a guerra. Sistemas de irrigação, cruciais devido ao árido clima afegão, foram destruídos em diversos bombardeios aéreos feitos pelos soviéticos ou pelo governo central afegão. Em um dos piores e mais intensos anos da guerra, 1985, mais da metade dos fazendeiros que ainda estavam trabalhando tiveram suas plantações bombardeadas e ainda tiveram um quarto do seu sistema de irrigação destruídos. Também houve denúncias de que soldados soviéticos e do regime matavam o gado e outros animais dos fazendeiros, como informou alguns observadores suecos.
A população da cidade de Kandahar, a segunda maior do Afeganistão, que era de 200 000 antes da guerra caiu para 25 000 perto do seu fim, após meses de combates e, principalmente, bombardeios feitos por forças soviéticas ou por soldados do regime comunista afegão. Minas terrestres também foram um problema, matando ao menos 25 000 pessoas durante a guerra. No fim dos grandes combates, foi estimado que entre 10 e 15 milhões de minas ainda estavam ativas (a maioria plantada pelos russos) e, até os dias atuais, ainda assolam a população. O Comitê Internacional da Cruz Vermelha estimou, em 1994, que levaria ao menos 4 300 anos de trabalho para remover todas as minas plantadas no Afeganistão. As crianças se tornaram algumas das maiores vítimas das minas e do conflito em si. Em um campo de refugiados na cidade paquistanesa de Quetta, uma pesquisa notou que a taxa de mortalidade infantil dentre os recém nascidos era de 31%, sendo que 80% das crianças nascidas nem eram registradas. A pesquisa também revelou que 67% das crianças estavam mal nutridas.
Também houve denúncias de que as forças soviéticas usaram armas químicas no conflito, a maioria mirando civis.
Críticos das forças afegãs e russas descrevem seu efeito na cultura afegã em três estágios: primeiro, o centro da cultura afegã habitual, o islã, foi deixado de lado; segundo padrões de vida soviético, especialmente dos jovens, foram importados; terceiro, características culturais compartilhadas pelos afegãos foram destruídas pela ênfase nas chamados "nacionalidades", com o resultado de que o país estava dividido em dois grupos étnicos, sem língua, religião ou cultura em comum.
Os Acordos de Genebra de 1988, que levou a retirada das forças soviéticas do Afeganistão um ano mais tarde, deixou o governo afegão em ruínas. Os acordos não contemplaram direito a fase do pós-guerra e nem mencionaram ajuda aos governos locais para reerguer a nação destruída. A percepção dos diplomatas ocidentais era de que o governo de fantoche soviético em Cabul iria rapidamente entrar em colapso, contudo isso só aconteceria três anos após a saída soviética do território afegão. No meio tempo, o Governo Interino Islâmico do Afeganistão (GIIA) foi estabelecido no exílio. A exclusão da liderança dos refugiados e de nomes proeminentes da comunidade xiita local, além das divisões internas entre as facções mujahedins, fez com que esse governo interino nunca conseguisse se comportar como um governo de fato.

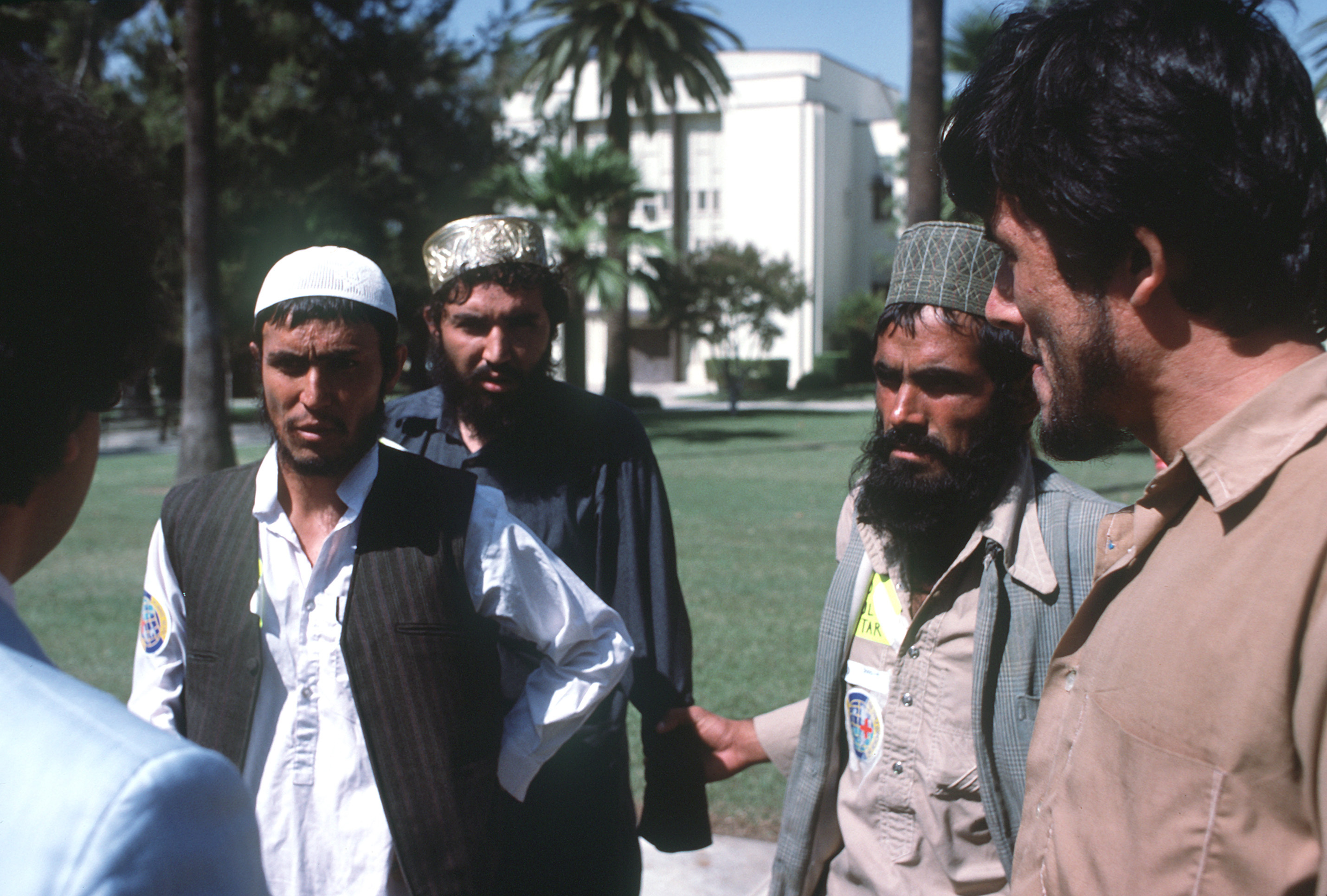
Guerrilheiros afegão logo após receberem tratamento médico especializado na Base Aérea de Norton, no estado da Califórnia, nos Estados Unidos, em 1986

Após a saída dos soviéticos da guerra, o interesse dos Estados Unidos no Afeganistão caiu consideravelmente nos anos seguintes. Logo nos primeiros anos da administração do governo do presidente Bill Clinton, os americanos cancelaram quase toda a ajuda enviada aos afegãos. Os Estados Unidos não estavam interessados em ajudar o Afeganistão a se reconstruir, deixando esta tarefa à Arábia Saudita e ao Paquistão. O governo paquistanês tomou vantagem desta situação e fez amizade com os chefes militares afegãos e depois com o regime do Taliban, para tentar garantir que seus interesses fossem atingidos. O crescimento das plantações do ópio, acabaram por destruir boa parte da mata nativa afegã. Boa parte dessa destruição ecológica atendia aos interesses paquistaneses.
Segundo um depoimento do capitão Tarlan Eyvazov, um oficial do exército soviético e veterano da guerra, o destino das crianças afegãs "era a guerra". Eyvazov disse que as "crianças nascidas no Afeganistão no começo do conflito […] foram trazidas ao mundo no meio da guerra, então isso se tornou parte da vida delas". A retirada dos russos da nação afegã deixou o país no caos e na desordem e contribuiu para uma radicalização ainda maior do Taliban e da juventude do Afeganistão.
De acordo com um relatório intitulado CIA World Fact Book, de 2004, o Afeganistão ainda tinha uma dívida de US$ 8 bilhões de dólares, com a maior credora sendo a Rússia. Porém, em 2007, o governo russo concordou em cancelar boa parte da dívida.

### Refugiados
Até 1988, um total de 3,3 milhões de afegãos refugiados fugiram para o Paquistão. Nos dias atuais, uma boa parcela deste número segue vivendo naquele país. A maioria destes está na cidade de Peshawar, ou por toda a região da província de Khyber Pakhtunkhwa. Ao mesmo tempo, perto de dois milhões de afegãos foram morar no Irã. O fluxo de refugiados ficou tão grande que o governo iraniano (e paquistanês) tiveram de impor condições mais estritas para conceder visto de entrada nos seus países. O número de deportações também aumentou consideravelmente com o tempo. Refugiados afegãos também foram para a Índia, e muitos até ganharam cidadania local. Refugiados também foram para o Norte da África, Europa, Austrália e outras partes do mundo.

### Guerra civil posterior

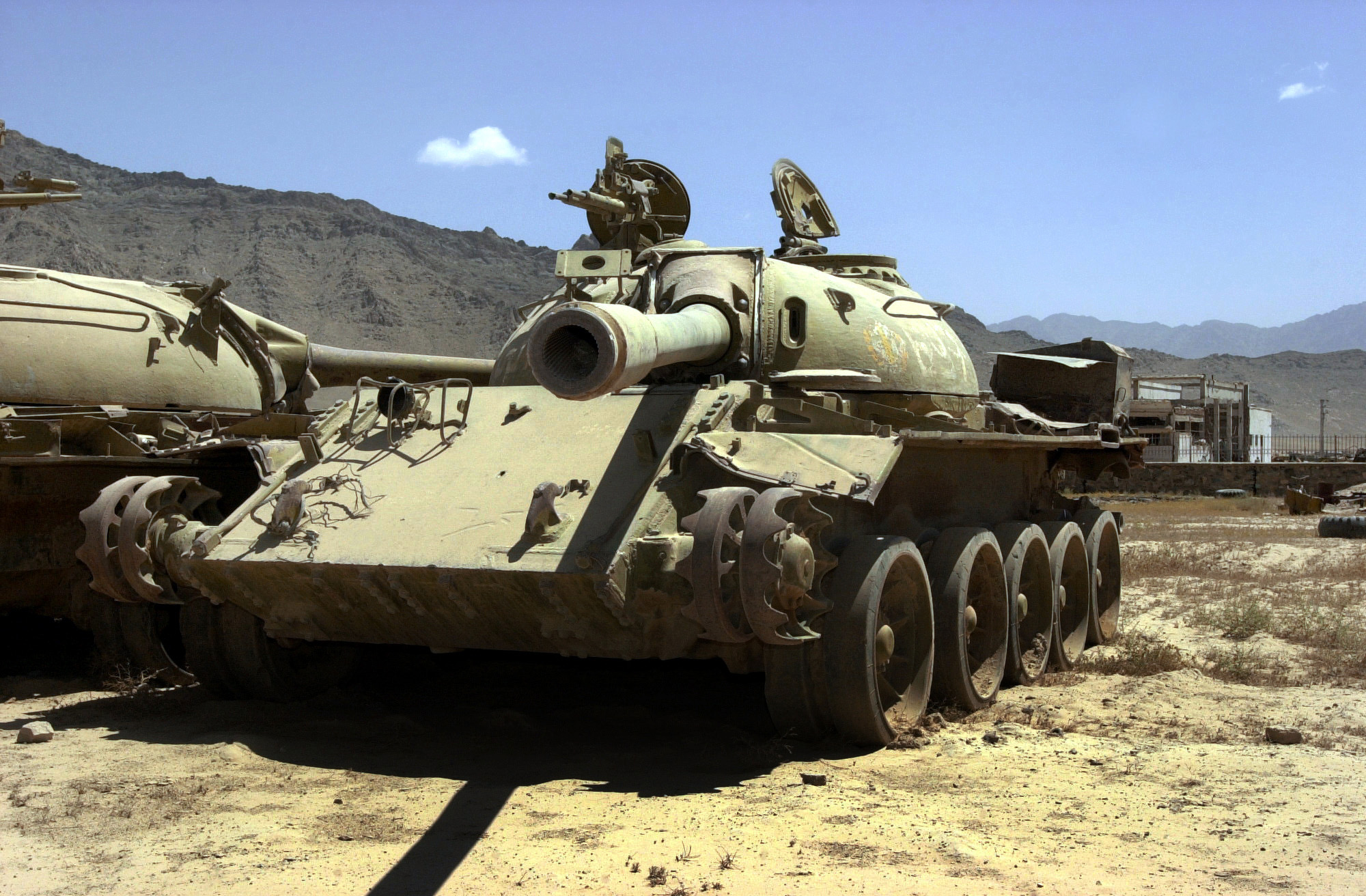
Dois tanques T-55 soviéticos, em 2002, abandonados durante a retirada das tropas do país do Afeganistão. Os russos acabaram deixando muito equipamento para trás enquanto se retiravam da região de combate

A guerra civil seguiu no Afeganistão após a retirada soviética do país. Cerca de 400 000 civis afegãos perderam a vida nos conflitos internos na década de 1990. A saída da União Soviética acabou por piorar a situação já deteriorada no Afeganistão, com o governo central comunista sem força para se manter de pé sozinho. Os mujahidins renovaram sua campanha, lançando ataques mais frenéticos em diversas províncias e cidades, incluindo a capital Cabul.
O governo de Mohammad Najibullah, acabou perdendo apoio popular, território e reconhecimento internacional. Em janeiro de 1992, a Rússia encerrou completamente a ajuda militar e econômica ao regime afegão. As forças comunistas conseguiram segurar vários ataques dos mujahidins, mas a situação se deteriorava rapidamente. Após a queda da União Soviética, o governo do presidente da Federação Russa, Boris Iéltsin, não tinha qualquer intenção de ajudar os ex-aliados socialistas do país. Deserções de combatentes, oficiais e membros da cúpula do regime, fizeram com que os comunistas rapidamente perdessem o controle da situação. Em abril, Najibullah renunciou e um governo de transição assumiu. Os fundamentalistas, contudo, não se importavam com a queda do comunismo. Para eles, o Afeganistão deveria se tornar um Estado islâmico. A luta então seguiu até 1996 quando Cabul e boa parte do país caiu sob controle do regime do Talibã, que se tornou o de facto governo afegão até 2001, quando uma invasão americana reinstalou um governo secular no poder. Nos dias atuais, o país segue em profunda instabilidade com conflitos entre o governo pró-ocidente e os extremistas religiosos.

### Impacto ideológico
Muitos islamitas acreditavam que suas ações foram as verdadeiras razões que levaram ao colapso do império soviético. Osama bin Laden (que lutou na guerra ao lado dos mujahedins), por exemplo, teria afirmado que que "os responsáveis pela dissolução da União Soviética … foram Deus e os mujahidins do Afeganistão".

## Percepção na antiga URSS

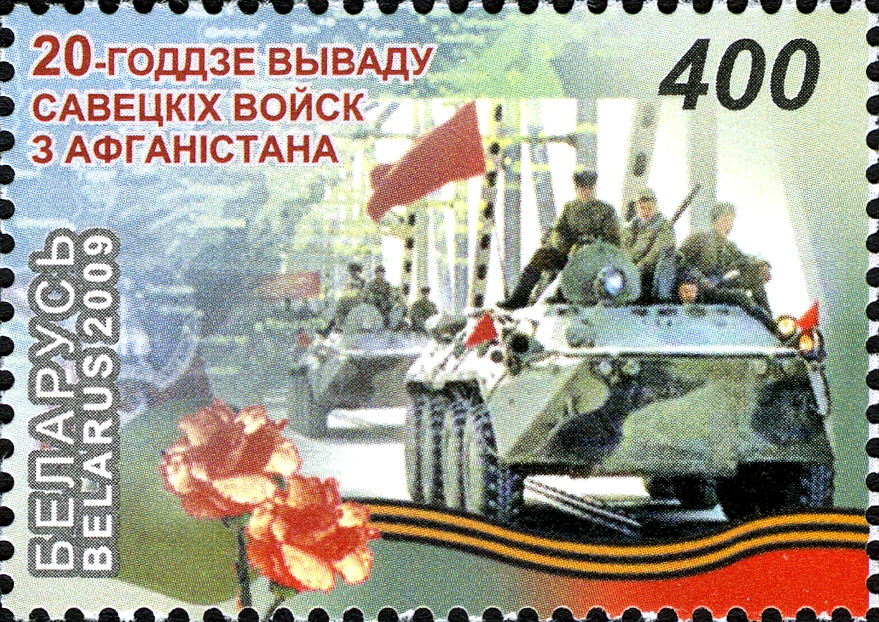
Selo lançado no 20º aniversário da retirada das forças militares soviéticas do Afeganistão

Em dezembro de 2009, ano aniversário de 20 anos da retirada soviética do Afeganistão, os parlamentares da Duma fizeram uma homenagem aos veteranos daquela guerra. No dia 25 de dezembro, membros da Câmara Baixa defenderam a ação soviética no Afeganistão e louvaram o esforço dos veteranos naquele conflito. No fim da seção, o parlamento afirmou em nota: "diferentes avaliações da guerra não devem erodir o respeito do povo russo para com os soldados que honestamente cumpriram seu dever para tentar combater o terrorismo internacional e o extremismo religioso".
Semyon Bagdasarov, membro da Duma e do movimento "Rússia Justa", afirmou que o país deveria rejeitar os apelos do Ocidente de ajuda as forças da ISAF (uma coalizão de nações da OTAN que ocupa militarmente o Afeganistão) e lembrou que os Estados Unidos (que lideram essa coalizão) era o responsável por ter colocado o Taliban no poder duas décadas antes.

### Memoriais

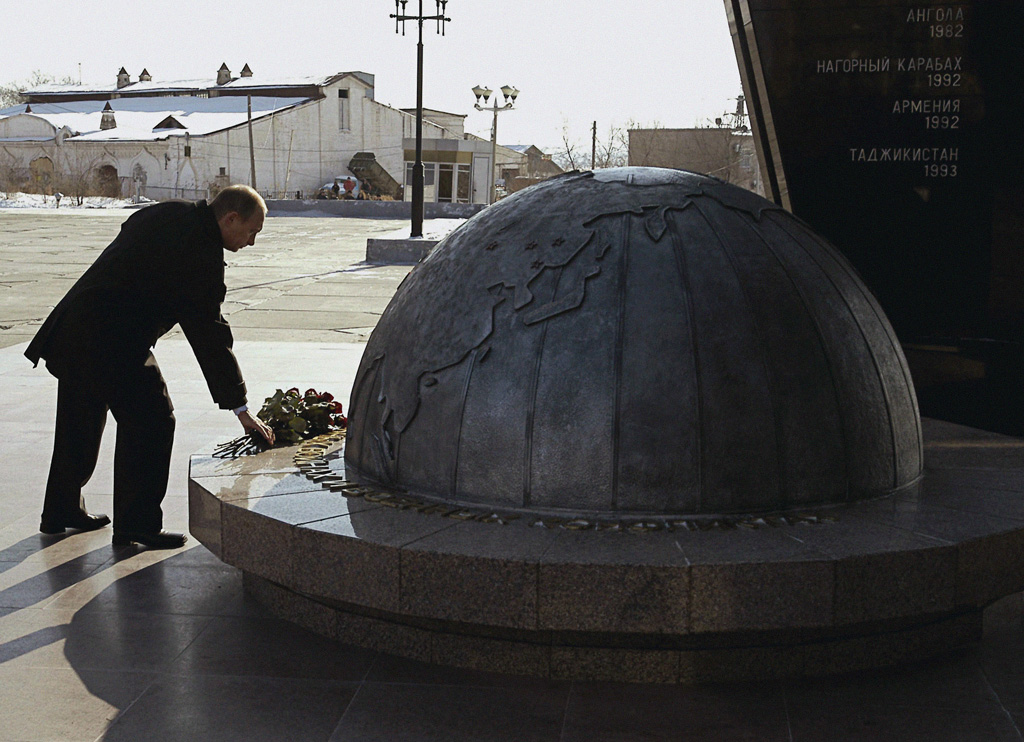
Presidente Vladimir Putin prestando homenagem ao monumento em Moscou aos combatentes soviéticos mortos no Afeganistão
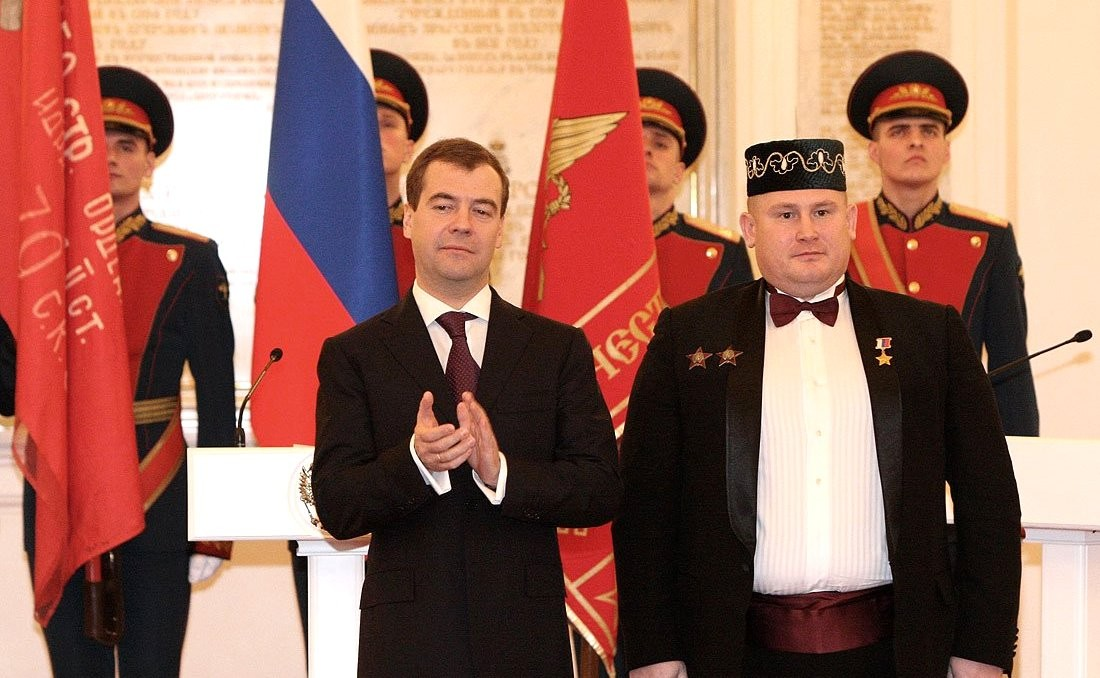
O então presidente da Rússia, Dmitri Medvedev, em uma cerimônia com veteranos da guerra no Afeganistão, em 2010
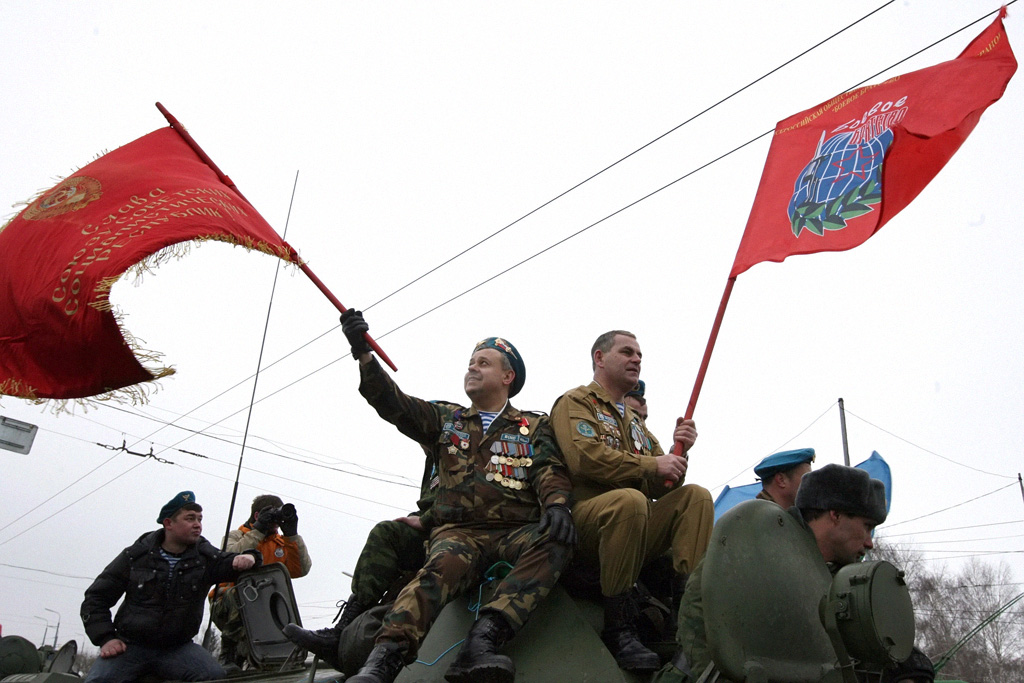
Veteranos russos da guerra em uma celebração dos 20 anos da retirada soviética do Afeganistão
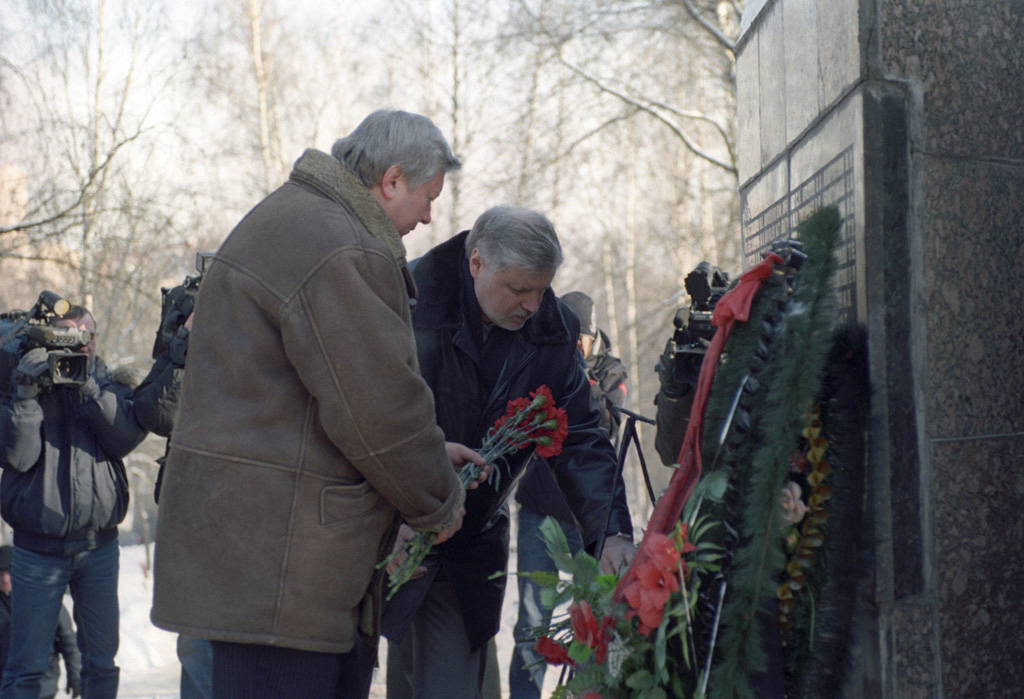
Serguei Mironov, presidente do Conselho Federal russo (o parlamento), depositando flores no memorial dos veteranos, durante as comemorações do dia que marcou 15 anos da retirada russa do território afegão